# Guerre romano-germaniche
Col termine di guerre romano-germaniche si indica una serie di conflitti tra Romani e varie tribù germaniche, combattuti tra il 222 a.C. ed il 476 d.C.
Queste guerre solo raramente sono legate le une alle altre; svoltesi in epoche diverse, hanno riguardato spesso tribù germaniche differenti e sono state dovute alle cause più diversificate, dalla migrazione in massa di popolazioni germaniche, alle guerre di conquista romana, alle rivolte germaniche, fino alle definitive invasioni dell'impero da parte dei germani.

## Il periodo repubblicano (222-58 a.C.)

### Primo "incontro" (222 a.C.)
Il primo vero episodio ci viene raccontato dai Fasti triumphales, secondo i quali Marco Claudio Marcello ottenne il trionfo sui Galli Insubri ed i Germani, oltre agli spolia opima dopo aver vinto in combattimento il loro comandante, Viridomaro, nei pressi di Clastidium (nel 222 a.C.).

### Cimbri e Teutoni (113-101 a.C.)

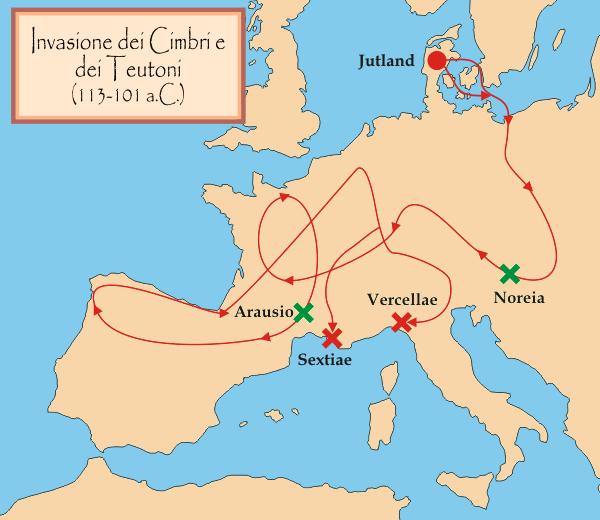
Le migrazioni dei Cimbri durante il II secolo a.C. croci verdi: vittorie dei Cimbri, croci rosse: vittorie romane

I primi contatti tra Romani e popolazioni germaniche avvennero nel 113 a.C. non molto distanti da Aquileia, quando Cimbri e Teutoni, popolazioni nomadi originarie dello Jutland e della Scania, abbandonarono le loro posizioni in Pannonia per tentare di entrare in Italia attraverso le terre dei Taurisci del Norico. Queste tribù celtiche, alleate con Roma, chiesero l'aiuto delle legioni che fu prontamente accordato.
Posizionato l'esercito sui monti, non lontano da Aquileia, con una trattativa, il console Gneo Papirio Carbone convinse i nomadi -che nel frattempo avevano avuto modo di sapere della potenza delle legioni- ad abbandonare il progetto e a ritornare alle loro sedi. Forse cercando gli onori di un trionfo o forse per essere ben certo che gli accordi sarebbero stati rispettati, Papirio Carbone li seguì. I nomadi, forse ritenendo di essere traditi attaccarono le truppe di Carbone e secondo Theodor Mommsen:
Noreia, oggi Neumarkt in Steiermark si trova entro i confini regionali della Stiria ma non lontano da Klagenfurt in Carinzia. Le incursioni continuarono per circa un decennio fino a quando, dopo alcuni insuccessi da parte dei generali romani accorsi per fermarli, fu necessario l'intervento di Gaio Mario. Le due popolazioni germaniche furono annientate in due separate battaglie ad Aquae Sextiae e a Vercellae nel 102 a.C. e 101 a.C. Roma era salva da una possibile invasione germanica.

### Cesare, Ariovisto e la Germania (58-53 a.C.)
Il Sud della Gallia era già da circa 70 anni sotto il dominio romano (Gallia Narbonense), quando Cesare ne divenne il suo governatore. Il condottiero romano era interessato ad ampliare i confini di Roma (ma soprattutto il suo prestigio) e per questo non si fece scappare l'occasione offertagli dalla migrazione degli Elvezi e poi dal dominio dei Germani di Ariovisto. Una volta battuti i primi in una serie di battaglie (vedi: battaglia di Genava, battaglia del fiume Arar e battaglia di Bibracte), il condottiero romano, intervenuto all'assemblea delle genti della Gallia, non nascose il suo desiderio di ottenere il permesso da loro per intervenire legalmente in loro difesa contro gli invasori germanici di Ariovisto.
Dopo le migrazioni di Cimbri e Teutoni, i Galli si erano confederati sotto la guida degli Arverni del Massiccio Centrale, a capo dei quali vi era il nobile Celtillo. Ma dopo che quest'ultimo fu condannato a morte dal suo stesso popolo per aver tentato di restaurare la monarchia e diventare re, gli altri popoli si liberarono dell'egemonia arverna, mentre le discordie divamparono nuovamente in Gallia. E proprio con lo scopo di riaffermare la loro supremazia in Gallia, gli Arverni si allearono dapprima coi Sequani e poi con il germanico Ariovisto.

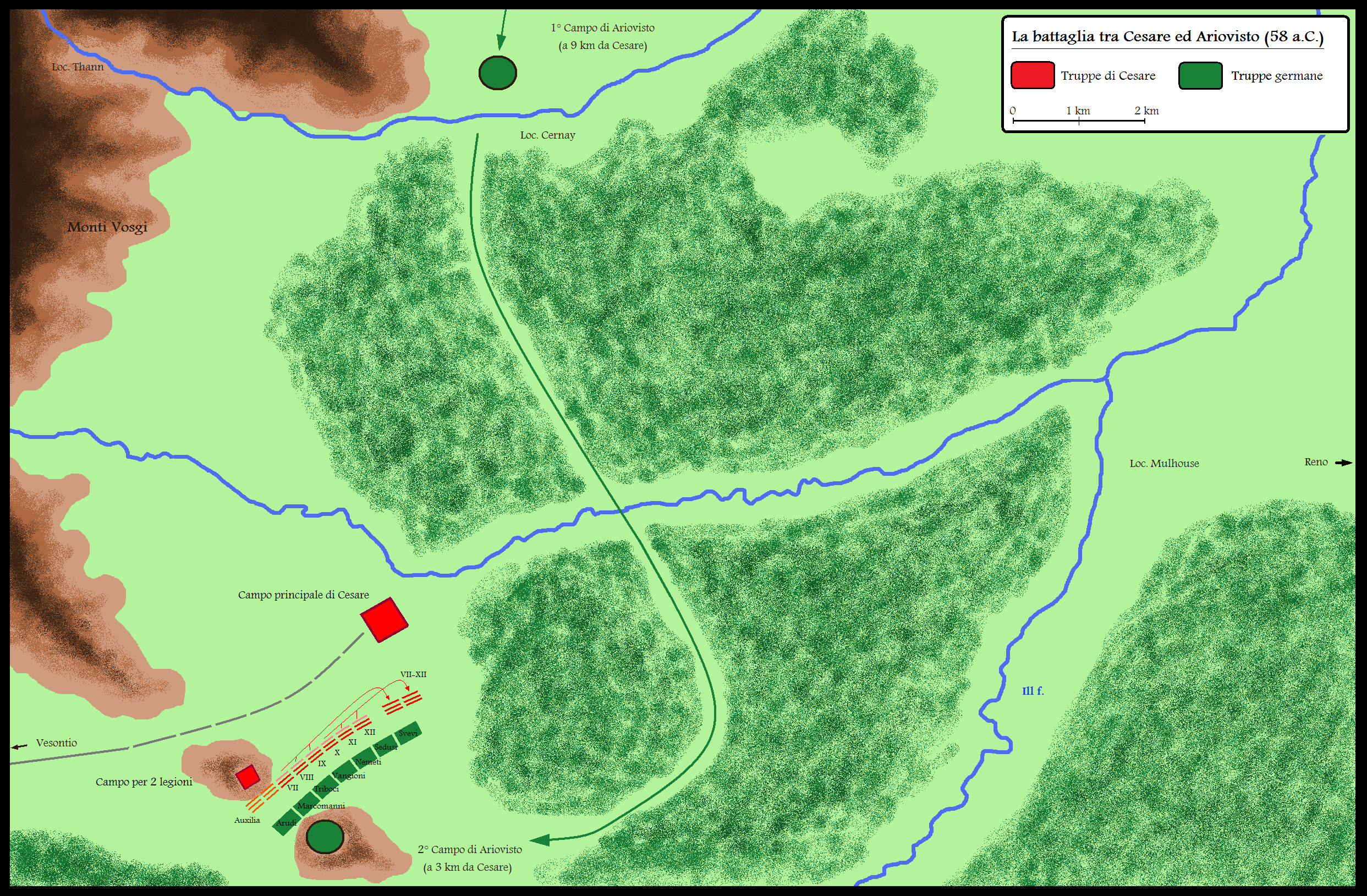
La battaglia tra Cesare ed Ariovisto presso Mulhouse del 58 a.C.

Sembra infatti che Ariovisto avesse varcato il Reno attorno al 72 a.C., insieme alle popolazioni sveve provenienti dalle vallate dei fiumi Neckar e Meno. Nel corso degli anni le popolazioni germaniche che avevano passato il Reno erano cresciute in numero fino a raggiungere rapidamente le 120000 unità. I Sequani, in seguito a tali eventi ed alla crescente arroganza del re germanico Ariovisto, avevano deciso di unire le forze ai vicini Edui e, dimenticando i passati rancori, di combattere insieme il comune nemico. Il 15 marzo 60 a.C., fu infatti combattuta una sanguinosa ed epica battaglia presso Admagetobriga tra Celti e Germani: ad avere la peggio furono le forze galliche.
In seguito a questi fatti, gli Edui avevano inviato ambasciatori a Roma per chiedere aiuto. Il Senato decise di intervenire e convinse Ariovisto a sospendere le sue conquiste in Gallia; in cambio gli offrì, su proposta dello stesso Cesare (che era console nel 59 a.C.), il titolo di rex atque amicus populi romani ("re ed amico del popolo romano"). Ariovisto, però, continuò a molestare i vicini Galli con crescente crudeltà e superbia, tanto da indurli a chiedere un aiuto militare allo stesso Cesare. L'unica alternativa, sostenevano, era per loro un'emigrazione in terre lontane, come avevano fatto in precedenza gli stessi Elvezi. Cesare era l'unico che poteva impedire ad Ariovisto di far attraversare il Reno da una massa ancor maggiore di Germani, e soprattutto poteva difendere tutta la Gallia dalla prepotenza del re germanico.
Fu così che le ragioni della politica imperialistica di Cesare si scontrarono con i tentativi di espansione di Ariovisto. Cesare come casus belli scelse di aiutare gli alleati Edui dalle prevaricazioni del germano che era stato anch'egli nominato amicus dei romani ed era loro alleato. Lo scontro risolutivo avvenne in Alsazia nel 58 a.C. I Germani furono sconfitti e massacrati dalla cavalleria romana mentre cercavano di attraversare il fiume, e lo stesso Ariovisto scampò a stento alla morte, riuscendo a guadare il Reno insieme a pochi fedeli.

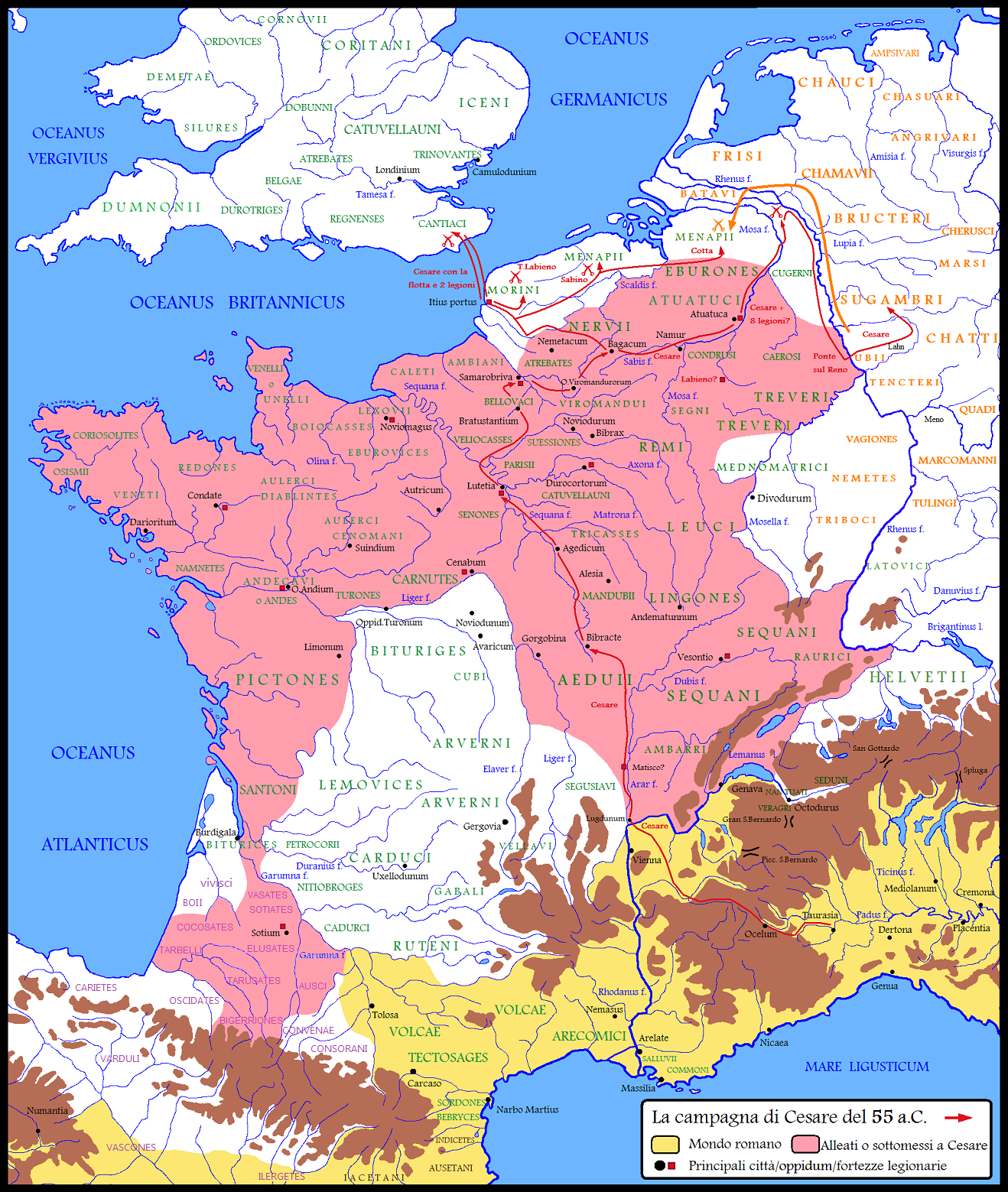
La campagna di Cesare del 55 a.C. Egli compì due spedizioni memorabili nel corso di quest'anno: in Germania ed in Britannia, territori fino ad allora mai esplorati dagli eserciti romani.

Da questo momento Ariovisto scomparve dalla scena storica. Cesare, respingendo gli Svevi al di là del Reno, trasformò questo fiume in quella che sarebbe stata la barriera naturale dell'Impero per i successivi quattro-cinque secoli. Aveva, quindi, non solo fermato i flussi migratori dei Germani, ma salvato la Gallia Celtica dal pericolo germanico, attribuendo così a Roma, che aveva vinto la guerra, il diritto di governare su tutti i popoli presenti sul suo territorio.
Pochi anni più tardi Cesare ebbe anche modo di costruire un ponte sul Reno e di passarlo, portando devastazione nei territori germani a est del fiume nel corso di due differenti campagne nel 55 e 53 a.C. Si racconta infatti che spinte alle spalle dalla pressione dei Suebi, le tribù germaniche degli Usipeti e dei Tencteri avevano vagato per tre anni, e si erano spinti dai loro territori, a nord del fiume Meno, fino a raggiungere le regioni abitate dai Menapi alla foce del Reno. I Menapi possedevano, su entrambe le sponde del fiume, campi, casolari e villaggi; ma, spaventati dall'arrivo di una massa tanto grande (Cesare sostiene fossero ben 430000 persone), abbandonarono gli insediamenti al di là del fiume e posero alcuni presidi lungo il Reno, per impedire ai Germani di passare in Gallia. Ma ciò non fu sufficiente poiché le genti germaniche si impadronirono delle loro navi e passarono il fiume, occupando villaggi e nutrendosi per tutto l'inverno con le loro provviste.
Venuto a conoscenza di questi fatti, Cesare decise di passare all'azione e percorse la strada che da Amiens, conduce verso Nimega, dove si trovava il nemico germanico, passando da Bavai, Tongeren e Maastricht. I Germani, che si trovavano in una località non molto distante dall'attuale città di Nimega, decisero di inviare ambasciatori a Cesare, per chiedere al generale il permesso di insediarsi in quei territori ed offrendo in cambio la loro amicizia, ma Cesare negò loro il permesso di occupare territori della Gallia.

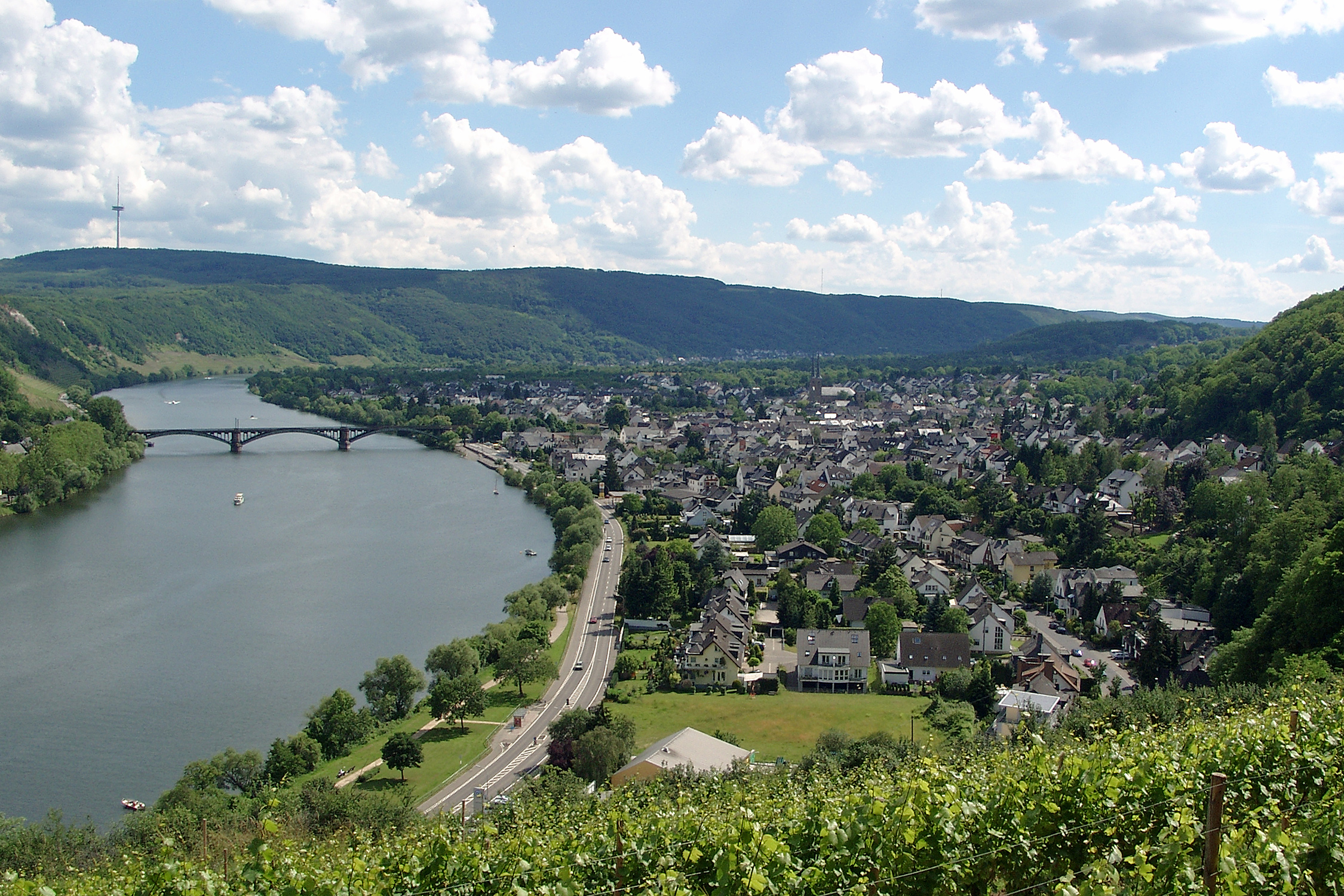
Un'immagine del corso del Reno all'altezza di Coblenza dove Cesare costruì un ponte per portare la guerra ai Germani della riva destra nel 55 e 53 a.C.

Cesare, con una mossa fulminea, piombò sull'accampamento germanico difeso solo da carri e bagagli, massacrando i nemici e costringendoli alla fuga in direzione della confluenza del Reno con la Mosa (lungo il tratto chiamato Waal).
Ottenuta una nuova vittoria sulle genti germaniche, Cesare decise di passare il Reno e di invadere la stessa Germania. La ragione principale che lo spinse a portare la guerra oltre il Reno fu l'intenzione di compiere un'azione dimostrativa e intimidatoria che scoraggiasse i propositi germanici di invadere in futuro la Gallia. Gettò, pertanto, un lungo ponte di legno sul Reno (tra Coblenza e Bonn, lungo probabilmente 400 metri), e passò nel territorio dei Sigambri, dove per diciotto giorni compì devastazioni e saccheggi a rapidità incredibile. Terrorizzati a sufficienza i Germani, decise di far ritorno in Gallia, distruggendo il ponte alle proprie spalle e fissando il confine delle conquiste della Repubblica romana sul Reno.
Cesare nel 53 a.C., venuto a sapere del nuovo successo ottenuto dal suo legato sui Treveri, decise di passare per la seconda volta il Reno, costruendovi un secondo ponte con la stessa tecnica del primo. I motivi che lo spinsero a prendere questa decisione erano due: non solo i Germani avevano mandato aiuti ai Treveri contro i Romani, ma Cesare temeva anche che Ambiorige potesse trovarvi rifugio, una volta sconfitto.
(Cesare, De bello Gallico, VI, 9.)

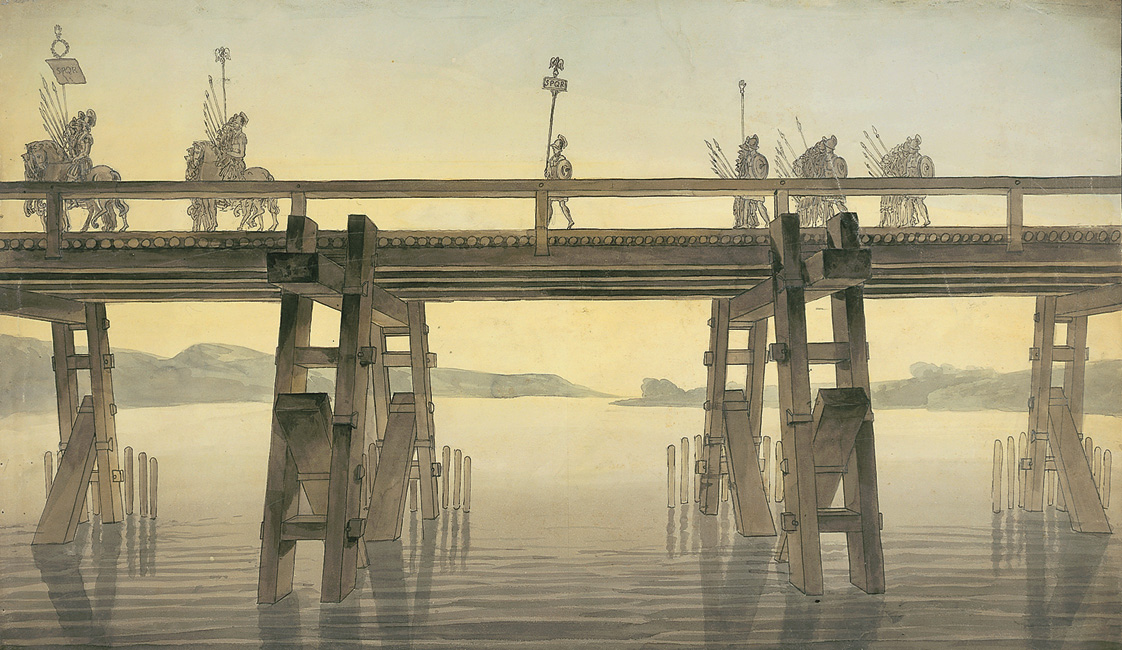
Il ponte di Cesare sul Reno come doveva apparire nel 53 a.C.

Ma i Suebi, che ormai conoscevano le gesta militari del generale romano, decisero di ritirarsi nell'interno ed aspettare, in luoghi remoti e difesi dalle insidie delle fitte foreste e delle pericolose paludi, il possibile arrivo di Cesare. Il generale, tenendo conto del suo obiettivo principale (la sottomissione della Gallia) e considerando anche la difficoltà degli approvvigionamenti di frumento in un territorio tanto selvaggio, decise di tornare indietro.
(Cesare, De bello Gallico, VI, 29.)
Cesare, una volta divenuto unico padrone di Roma (dopo il 48 a.C.), sebbene avesse ormai raggiunto un'età venerabile, era deciso ad attuare nuove campagne di espansione, sempre sull'esempio dell'uomo che ne aveva ispirato le imprese militari, Alessandro Magno, creatore di un vero impero universale. Intendeva quindi vendicare la sconfitta di Crasso a Carre contro i Parti e sottomettere l'intera Europa continentale, attuando una campagna nella zona danubiana contro i Daci di Burebista, una in Dalmazia ed un'altra contro le popolazioni della Germania libera, che troppo spesso avevano interferito nel corso della difficile conquista della Gallia.
(Plutarco, Vite parallele - Cesare, 58)

## Il periodo alto-imperiale (27 a.C.-285)

### Dalla fine del I secolo a.C. alla seconda metà del I d.C.

#### Il progetto di Augusto: la conquista della Germania (12 a.C. - 9)

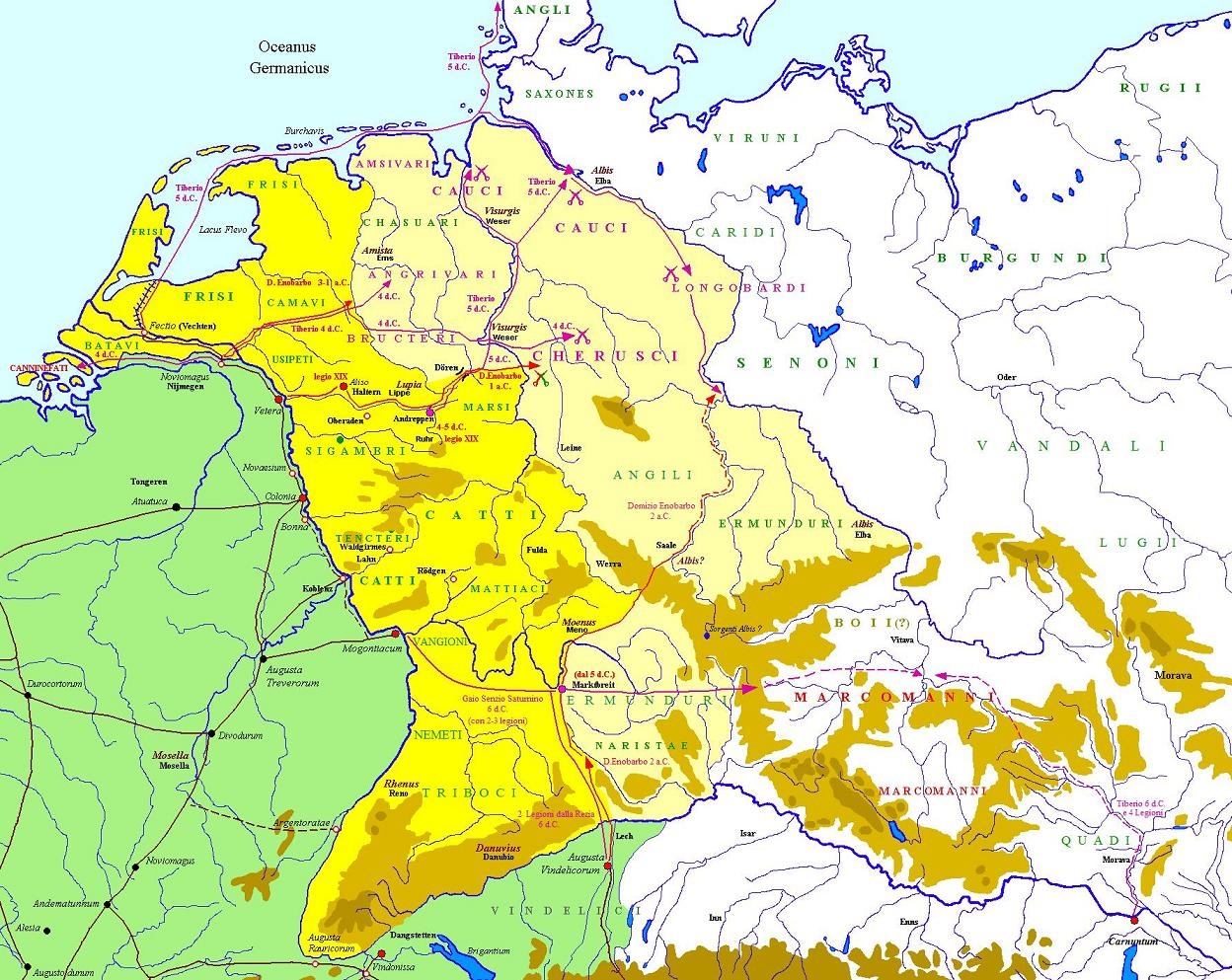
Le campagne germaniche di Domizio Enobarbo del (3-1 a.C.), di Tiberio e del suo legato, Gaio Senzio Saturnino, del 4-6, e la nuova provincia di Germania Magna.

Le popolazioni germaniche avevano più volte tentato di passare il Reno con grave danno per le province galliche: nel 38 a.C. (anno in cui gli alleati germani, Ubi, furono trasferiti in territorio romano), nel 29 a.C. da parte dei Suebi e nel 17 a.C. ad opera di Sigambri e dei loro alleati Tencteri ed Usipeti (in questo caso causando la sconfitta del proconsole Marco Lollio e la perdita delle insegne legionarie della legio V Alaudae). È forse a questo periodo che si può attribuire la costruzione di alcuni castra militari come quelli di Folleville e Mirebeau-sur-Bèze all'interno della Gallia oppure Castra Vetera e Mogontiacum lungo il fiume Reno.
Augusto recatosi in Gallia nel 16 a.C. insieme al figlio adottivo, Tiberio, riteneva fosse giunto il momento di annettere la Germania, come aveva fatto suo padre adottivo, Gaio Giulio Cesare con la Gallia. Desiderava spingere i confini dell'Impero romano più ad est, spostandoli dal fiume Reno fino al fiume Elba.
Il motivo era prettamente strategico, più che di natura economica e commerciale - del resto si trattava di territori acquitrinosi e ricoperti da interminabili foreste: il fiume Elba avrebbe ridotto notevolmente i confini esterni dell'impero, permettendo una migliore distribuzione ed economia di forze lungo il suo tracciato. Questo significava che era necessario operare, parallelamente, sul fronte meridionale, portando i nuovi confini dell'Illirico al medio corso del Danubio.
Così, dopo la morte di Marco Vipsanio Agrippa, il comando delle operazioni fu affidato al secondo figliastro dell'imperatore, Druso maggiore, figlio di sua moglie, Livia Drusilla. A lui il compito di sottomettere le popolazioni dell'intera Germania. Le campagne cominciarono dal 12 a.C. e terminarono con la disfatta di Teutoburgo nel 9.

#### Tiberio e Germanico (10-16)
La disfatta di Teutoburgo aveva provocato grande angoscia in Roma. Tre delle sue migliori legioni erano state completamente distrutte. Era ora necessaria una reazione militare immediata e decisa da parte dell'impero romano. Non si doveva permettere al nemico germanico di prendere coraggio e di invadere i territori della Gallia e magari dell'Italia stessa, mettendo a rischio non solo una provincia ma la stessa salvezza di Roma. Augusto inviò subito Tiberio lungo il fronte renano. Quest'ultimo, passato il Reno (probabilmente solo fino al fiume Weser), condusse tre lunghe campagne in territorio germanico (dal 10 al 12) anche via mare (i Frisi rimasero infatti fedeli ai Romani fino al 28), accompagnato dal figlio adottivo Germanico.

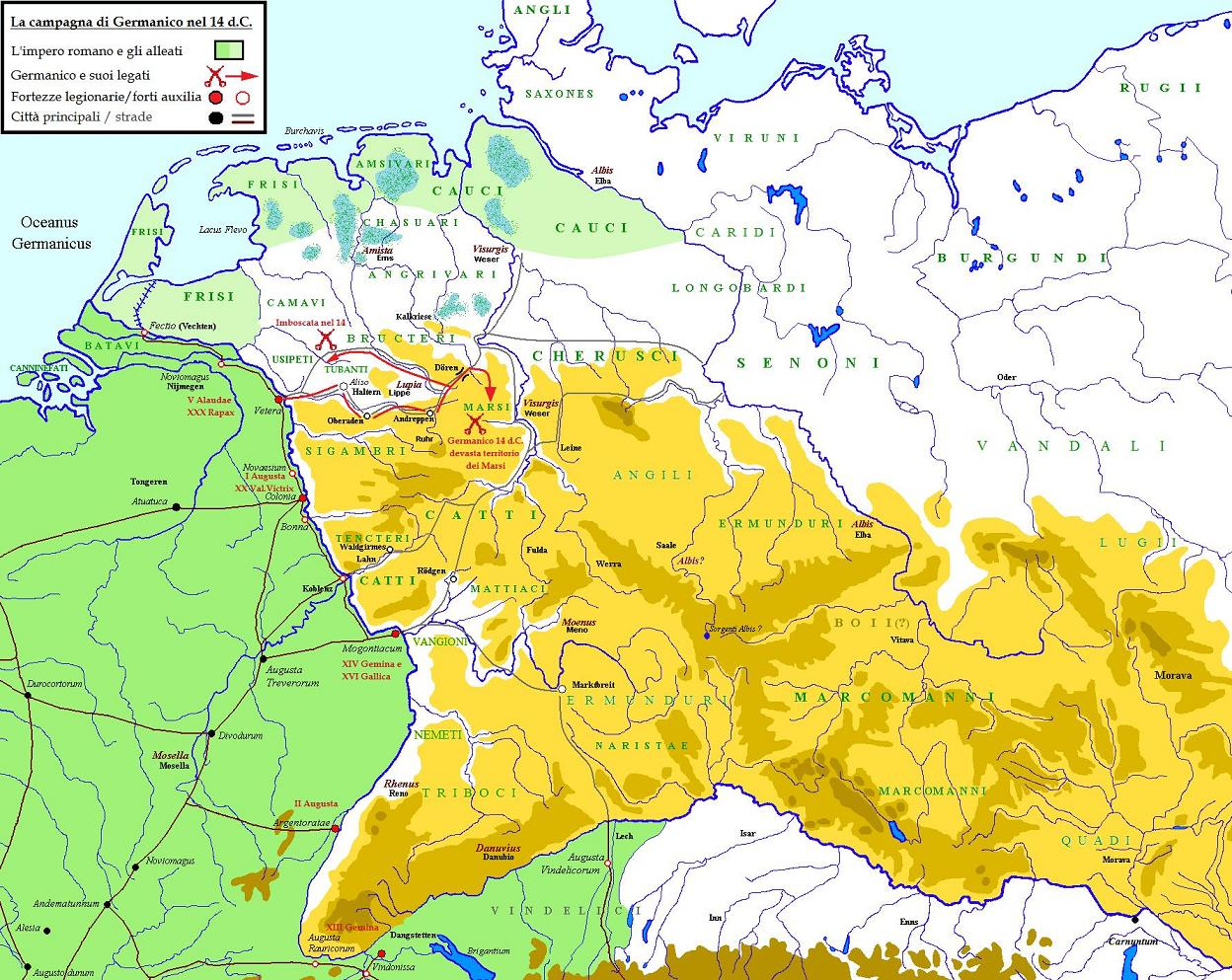
La spedizione del 14 di Germanico in Germania.

Vi fu un ultimo tentativo pochi anni più tardi da parte del figlio di Druso, Germanico, più che altro volto a vendicare l'onore di Roma, ma nulla di più (nel 14-16). Nel 14, mentre era in corso una rivolta delle legioni in Pannonia, anche gli uomini stanziati lungo il confine germanico si ribellarono ai loro comandanti, dando inizio ad un'efferata serie di violenze e massacri. Germanico, allora, che era a capo dell'esercito stanziato in Germania e godeva di grande prestigio, si incaricò di riportare alla calma la situazione, confrontandosi personalmente con i soldati in rivolta. Essi chiedevano, come i loro compagni Pannoni, la riduzione della durata del servizio militare e l'aumento della paga: Germanico decise di concedere loro il congedo dopo venti anni di servizio e di inserire nella riserva tutti i soldati che avevano combattuto per oltre sedici anni, esonerandoli così da ogni obbligo ad eccezione di quello di respingere gli assalti nemici; raddoppiò allo stesso tempo i lasciti a cui, secondo il testamento di Augusto, i militari avevano diritto.
Le legioni, che avevano da poco appreso della recente morte di Augusto, arrivarono addirittura a garantire il proprio appoggio al generale se avesse desiderato impadronirsi del potere con la forza, ma egli rifiutò dimostrando allo stesso tempo grande rispetto per il padre adottivo Tiberio e una grande fermezza. La rivolta, che aveva attecchito tra molte delle legioni di stanza in Germania, risultò comunque difficile da reprimere, e si concluse con la strage di molti legionari ribelli. I provvedimenti presi da Germanico per soddisfare le esigenze delle legioni furono poi ufficializzati in un secondo momento da Tiberio, che assegnò le stesse indennità anche ai legionari pannoni.
Fin dall'inizio del suo principato, Tiberio si trovò, pertanto, a dover convivere con l'incredibile prestigio che Germanico, il figlio di suo fratello, Druso maggiore, che egli stesso aveva adottato per ordine di Augusto, andava acquisendo presso tutto il popolo di Roma. Ripreso il controllo della situazione, Germanico decise di organizzare una spedizione contro le popolazioni germaniche che, venute a conoscenza delle notizie della morte di Augusto e della ribellione delle legioni, avrebbero potuto decidere di lanciare un nuovo attacco contro l'impero. Assegnata, dunque, parte delle legioni al luogotenente Aulo Cecina Severo, attaccò le tribù di Bructeri, Tubanti e Usipeti, sconfiggendole nettamente e compiendo numerose stragi; attaccò, poi, i Marsi, ottenendo nuove vittorie e pacificando così la regione ad ovest del Reno: poté in questo modo progettare per il 15 una spedizione ad est del grande fiume, con la quale avrebbe potuto vendicare Varo e frenare ogni volontà espansionistica dei Germani.

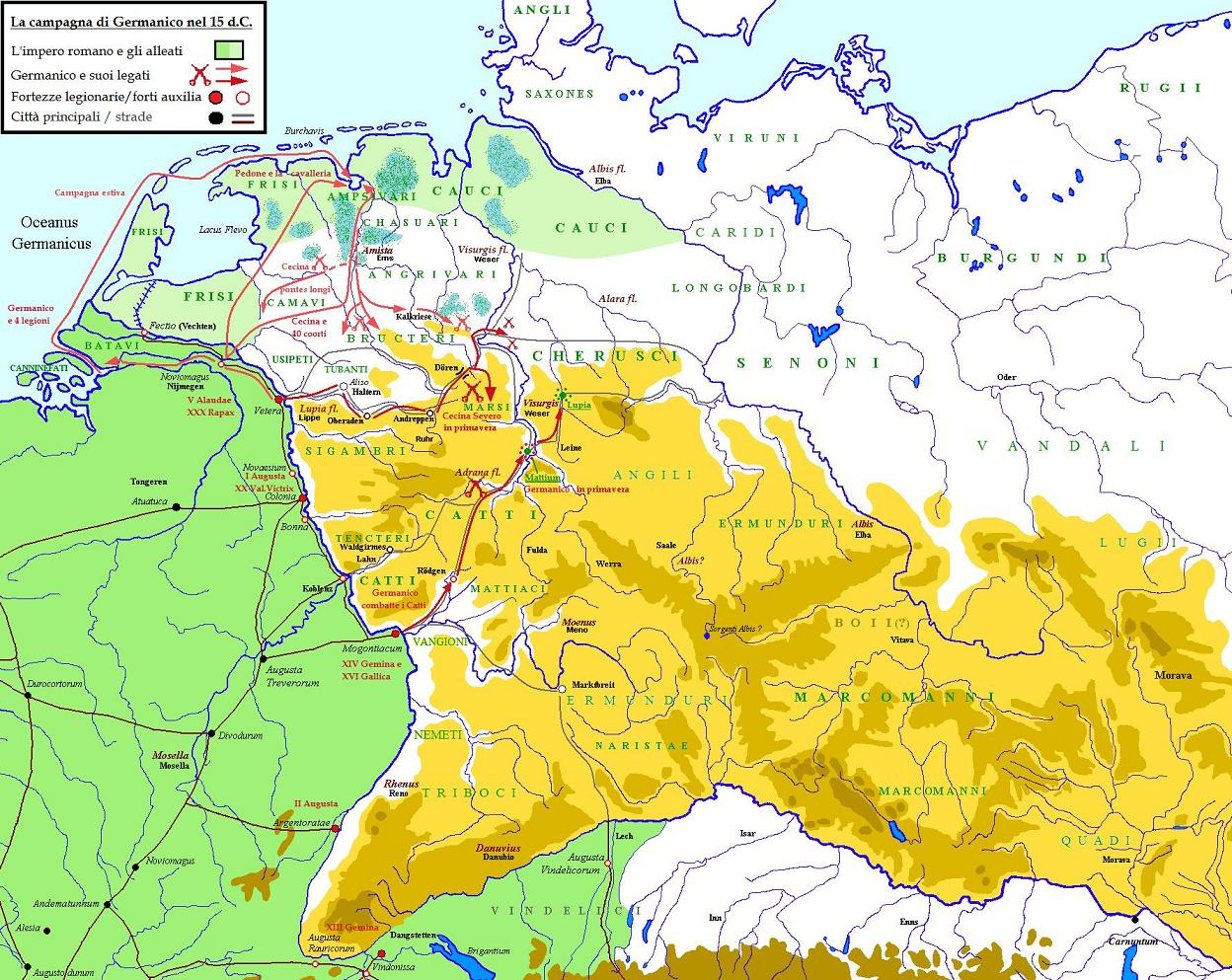
La spedizione del 15 di Germanico in Germania.

Nel 15, dunque, Germanico attraversò il Reno assieme al luogotenente Cecina Severo, che sconfisse nuovamente i Marsi, mentre il generale ottenne una netta vittoria sui Catti. Il principe dei Cherusci Arminio, che aveva sconfitto Varo a Teutoburgo, incitò allora tutte le popolazioni germaniche alla rivolta, invitandole a combattere contro gli invasori romani; si formò, tuttavia, anche un piccolo partito filoromano, guidato dal suocero di Arminio, Segeste, che offrì il proprio aiuto a Germanico. Questi si diresse verso Teutoburgo, dove poté ritrovare una delle aquile legionarie perdute nella battaglia di sei anni prima, e rese gli onori funebri ai caduti le cui ossa erano rimaste insepolte. Decise, poi, di inseguire Arminio per affrontarlo in battaglia; il principe germanico, però, attaccò gli squadroni di cavalleria che Germanico aveva mandato in avanscoperta sicuro di poter cogliere il nemico impreparato, e fu dunque necessario che l'intero esercito legionario intervenisse per evitare una nuova disastrosa sconfitta. Germanico, allora, decise di tornare ad ovest del Reno assieme ai suoi uomini; mentre si trovava sulla strada del ritorno presso i cosiddetti pontes longi, Cecina fu attaccato e sconfitto da Arminio, che lo costrinse a retrocedere all'interno dell'accampamento. I Germani, allora, convinti di poter avere la meglio sulle legioni, assaltarono l'accampamento stesso, ma furono a loro volta duramente sconfitti, e Cecina poté condurre le legioni sane e salve ad ovest del Reno.

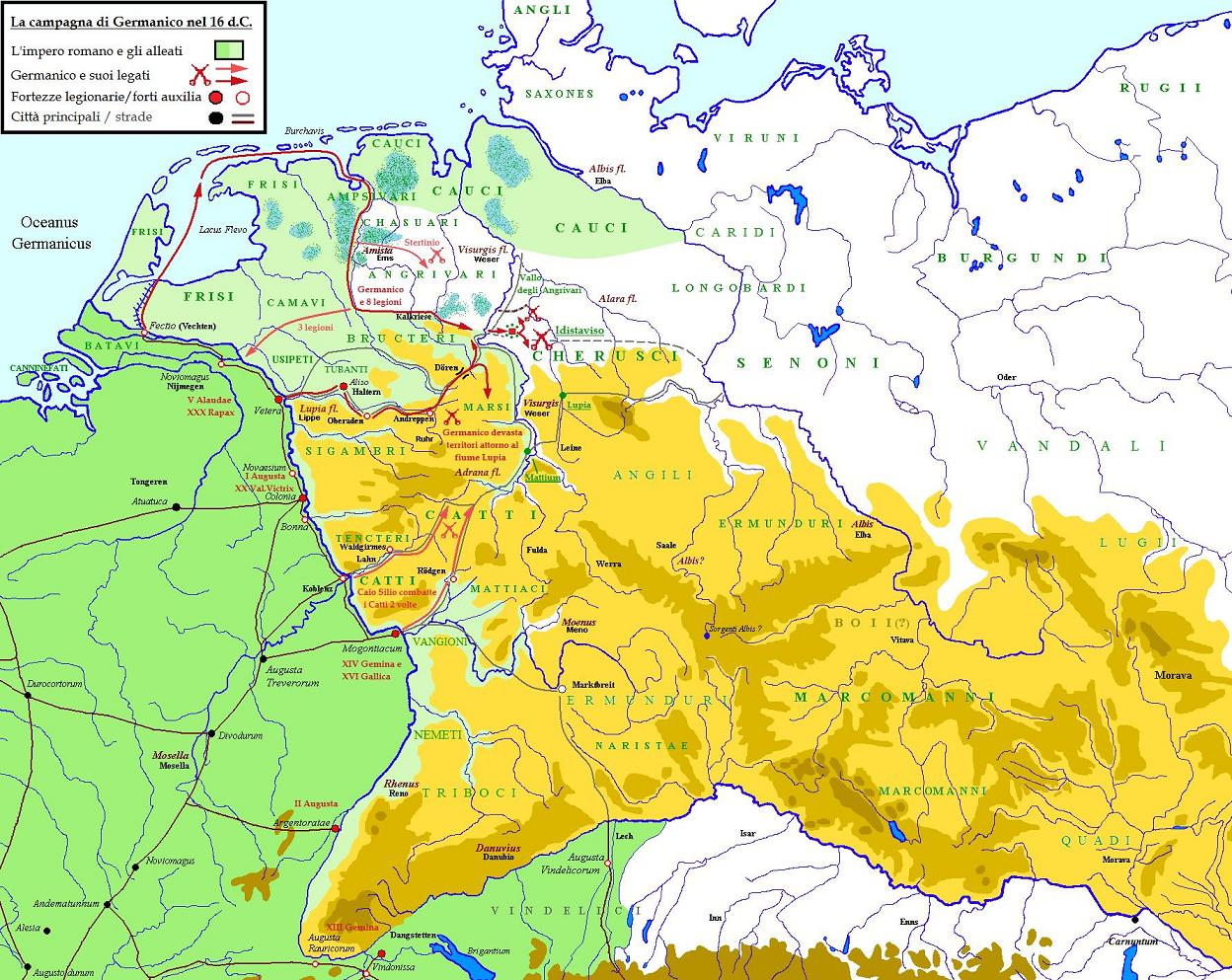
La spedizione del 16 di Germanico in Germania.

Nonostante avesse riportato una sostanziale vittoria, Germanico era cosciente che i Germani erano ancora in grado di riorganizzarsi, e decise, nel 16, di condurre una nuova campagna che avesse l'obiettivo di annientare definitivamente le popolazioni tra il Reno e l'Elba. Per giungere indisturbato nelle terre dei nemici, decise di approntare una flotta che conducesse le legioni fino alla foce del fiume Amisia: in tempi rapidi furono approntate oltre mille navi agili e veloci, in grado di trasportare numerosi uomini ma dotate anche di macchine da guerra per la difesa. Non appena i Romani sbarcarono in Germania, le tribù del luogo, riunite sotto il comando di Arminio, si prepararono a fronteggiare gli invasori e si riunirono a battaglia presso Idistaviso; gli uomini di Germanico, ben più preparati dei loro nemici, fronteggiarono allora i Germani, e riportarono una schiacciante vittoria.
Arminio e i suoi si ritirarono presso il Vallo Angirvariano, ma subirono un'altra durissima sconfitta da parte dei legionari romani: le genti che abitavano tra il Reno e l'Elba erano così state debellate. Germanico ricondusse dunque i suoi in Gallia, ma, sulla strada del ritorno, la flotta romana fu dispersa da una tempesta e costretta a subire notevoli perdite; l'inconveniente occorso ai Romani diede nuovamente ai Germani la speranza di ribaltare le sorti della guerra, ma i luogotenenti di Germanico poterono facilmente avere la meglio sui loro nemici.
Tiberio, infatti, malgrado le aspettative del giovane generale, ritenne di rinunciare a nuovi piani di conquista di quei territori. Del resto il nipote, Germanico, non aveva raggiunto gli obbiettivi militari auspicati, non essendo riuscito a battere in maniera risolutiva Arminio e la coalizione germanica da lui guidata. Il suo luogotenente, Aulo Cecina Severo per poco non cadeva in un'imboscata con 3-4 legioni, scampando a mala pena ad un nuovo e forse peggiore disastro di quello occorso a Quintilio Varo nella battaglia della foresta di Teutoburgo. Ma soprattutto la Germania, terra selvaggia e primitiva, era un territorio inospitale, ricoperto da paludi e foreste, con limitate risorse naturali (a quel tempo conosciute) e, quindi, non particolarmente appetibile da un punto di vista economico.
Tiberio decise, pertanto, di sospendere ogni attività militare oltre il Reno, lasciando che fossero le stesse popolazioni germaniche a sbrigarsela, combattendosi tra loro. Egli strinse solo alleanze con alcuni popoli contro altri, in modo da mantenerli sempre in guerra tra di loro. Egli almeno aveva ottenuto l'obiettivo di evitare di dover intervenire direttamente, con grande rischio di nuovi ed ingenti disastri per i suoi generali come quello di Varo, oltre al fatto di dover impiegare ingenti risorse militari ed economiche, per mantenere la pace con la possibile sottomissione dell'intera area tra Reno ed Elba.

#### Da Tiberio a Claudio (17-54)
È segnalata per l'anno 28 una rivolta tra i Frisi (tributari dei Romani fin dalla prima campagna del 12 a.C. di Druso), soffocata nel sangue dalle truppe romane accorrenti dalla vicina provincia della Germania inferiore.
Nel 47, Gneo Domizio Corbulone, legato della Germania Inferiore, sotto l'imperatore Claudio, fu fermato dall'intraprendere nuove campagne in Germania, dopo alcuni successi iniziali contro le popolazioni di Frisi e Cauci e la costruzione di un nuovo canale artificiale per la classis Germanica (la cosiddetta fossa Corbulonis). Tutte le truppe romane furono ritirate al di qua del Reno definitivamente.
Claudio non intendeva ripercorrere la strada dell'occupazione della Germania, per due motivi principali:
- per il solito motivo di reputare l'acquisizione dei territori germani inutili all'economia ed al dominio romano, in quanto territori immensi ricoperti da enormi foreste ed acquitrini difficili da bonificare;
- poiché da pochi anni (dal 43) era cominciata la conquista della Britannia.

### Il periodo dei Flavi (69-96)

#### La rivolta dei Batavi (69-70)

Il teatro delle operazioni della rivolta batava del 69-70.

Con la fine del regno di Nerone e la guerra civile scatenata per la sua successione, lungo il basso corso del Reno, alcune unità ausiliarie germaniche, i Batavi si ribellavano e cercavano l'indipendenza. Fu una rivolta contro il dominio romano da parte del popolo germanico dei Batavi e di altre tribù della provincia della Gallia Belgica. Sotto la guida del loro principe ereditario Gaio Giulio Civile, un ufficiale ausiliario dell'esercito romano, i Batavi riuscirono in un primo momento a battere due legioni accorrenti ed a infliggere sconfitte umilianti all'esercito romano. Dopo i successi iniziali, le armate romane di entrambi i distretti militari (di Germania inferiore e superiore), ora riunite sotto il comando di Quinto Petillo Ceriale, ebbero alla fine la meglio. A seguito dei successivi colloqui di pace, la situazione tornò alla normalità, ma i Batavi dovettero subire condizioni umilianti, essendo ora stanziata in modo permanente nei loro territori, una legione.

#### Prima occupazione degliAgri decumates(74-85)
Un legato della Germania Superiore, un certo Gneo Pinario Cornelio Clemente ricevette le insegne trionfali per imprese vittoriose in Germania nel 74, ed una pietra miliare trovata ad Offenburg, poco ad est del Reno, attesta la costruzione di una via che da Argentoratae conduceva alla Rezia.

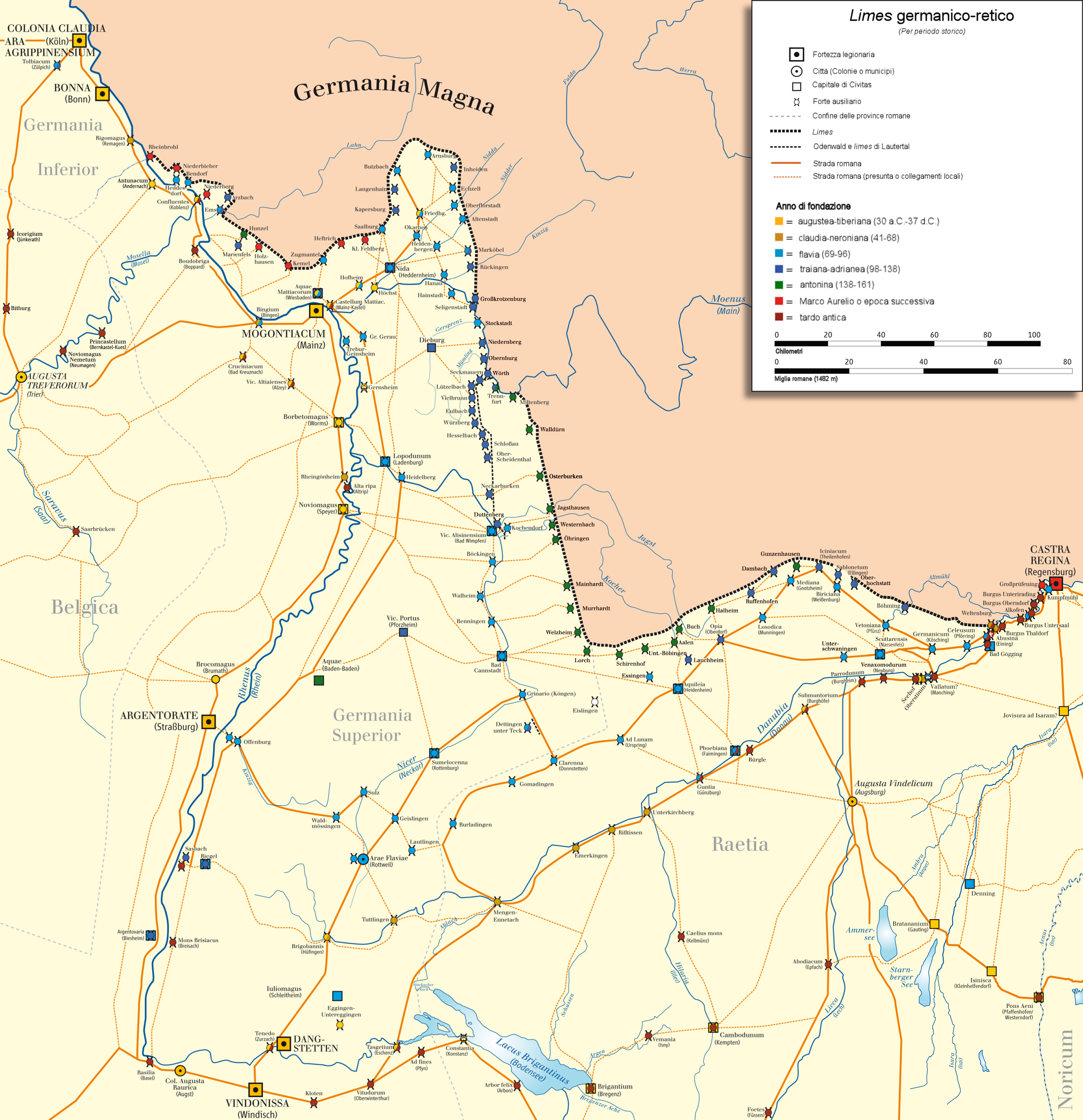
Il limes germano-retico e gli Agri decumati da esso racchiuso.

Il figlio di Vespasiano, Domiziano, intraprendeva nuove campagne contro le popolazioni germaniche dei Catti, una decina di anni più tardi tra l'83 e l'85. Per questi successi assumeva il titolo di Germanicus. L'obiettivo strategico era quello di ridurre i confini imperiali tra le province della Germania Superiore e della Rezia, congiungendo la fortezza legionaria di Mogontiacum con il Danubio presso la futura fortezza legionaria di Castra Regina.
La guerra si protrasse per alcuni anni (almeno fino all'85). Una volta occupati i territori degli Agri decumati, Domiziano cominciò la costruzione di una vera e propria barriera protettiva permanente, che proteggesse i territori appena occupati. Numerosi furono gli interventi che si susseguirono negli anni successivi: prima con Traiano, ma soprattutto con Adriano ed Antonino Pio. La barriera, inizialmente costruita con una palizzata e torrette di legno, era infatti sostituita da una in pietra, certamente più resistente.

#### La guerra contro le popolazioni suebe del medio corso del Danubio (89-97)
Tra l'89 ed il 97, la Pannonia fu teatro della guerra contro le popolazioni suebiche di Marcomanni e Quadi, oltreché sarmatiche (Iazigi) del medio corso del Danubio, poiché né Marcomanni, né Quadi avevano inviato aiuti ai Romani nel corso della guerra contro i Daci di Decebalo. Ciò aveva provocato l'ira di Domiziano che, mosse loro guerra nella primavera dell'89.
La guerra suebo-sarmatica ebbe una seconda fase nel 92 contro i Sarmati Iazigi, ed una terza ed ultima fase nel 95-97, quando il futuro imperatore Traiano ottenne, per i successi militari conseguiti il titolo di Germanicus.

### II secolo

#### Le popolazioni suebe sotto Adriano ed Antonino Pio (135-142)
| Elio Cesare: Asse                    | Elio Cesare: Asse |
| ------------------------------------ | --- |
|                                      | |
| L.AELIUS CAESAR, testa verso destra; | PANNO-NIA, la provincia di Pannonia in piedi, tiene un vessillo nella mano destra, la sinistra è appoggiata sull'anca;S C in esergo. |
| 26 mm, 9,96 gr, 6 h, coniato nel 137 | |

Le popolazioni suebe (Quadi e Marcomanni), ormai alleate di Roma dal 97 (dai tempi dell'ultima fase della guerra suebo sarmatica di Domiziano), si risvegliavano attorno al 135, tanto da costringere l'imperatore Adriano ad inviare lungo il fronte pannonico l'erede designato Lucio Elio Cesare per combatterle nel corso di due campagne (degli anni 136-137), nelle quali sappiamo dalla Historia Augusta che ottenne buoni successi contro le stesse, come dimostrerebbe la monetazione di quel periodo.
Sappiamo che la guerra si protrasse anche negli anni successivi. Un certo Tito Aterio Nepote ottenne, infatti, gli ornamenta triumphalia, al principio del regno di Antonino Pio, mentre le guerre cessarono attorno al 142, come viene attestato anche dalla coniazione di monete che celebravano Rex Quadi datus.

#### Le guerre marcomanniche (166/7-188/9)

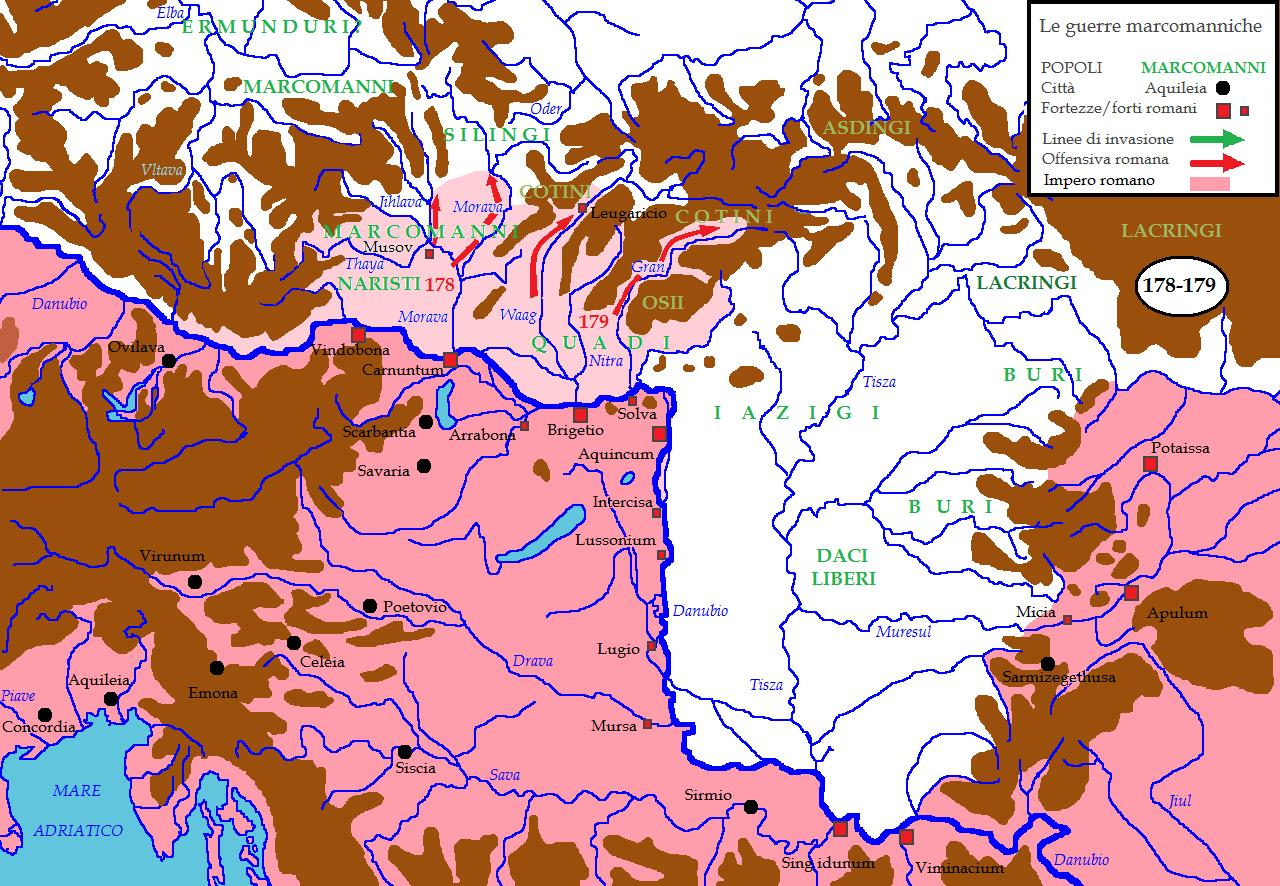
Guerre marcomanniche, 178-179

Passate alla storia come Guerre marcomanniche o germaniche, costrinsero l'imperatore Marco Aurelio e suo figlio Commodo, a combattere contro le popolazioni germaniche e sarmatiche a nord del Danubio dal 166 al 188. Alla fine sia i Germani, sia i Sarmati furono battuti, ma dopo la morte di Marco Aurelio, suo figlio Commodo disattese alle aspettative paterne e rinunciò a dare loro il colpo di grazia, evitando di fare di questi territori due nuove province a nord del medio corso del Danubio: la Marcomannia e la Sarmatia.
Si trattò dell'ultima "guerra offensiva" in Occidente ad opera di un imperatore romano. Con il III secolo le guerre che si susseguirono, furono di mero "contenimento" o "difensive", contro l'invasore barbaro che premeva lungo la frontiera europea Reno-danubiana.

### La crisi del III secolo
La crescente propensione bellica da parte di Germani e Sarmati era dovuta principalmente alla struttura tribale della loro società: la popolazione, in costante crescita e sospinta dai popoli orientali, necessitava di nuovi territori per espandersi, pena l'estinzione delle tribù più deboli. Da qui la necessità di aggregarsi in federazioni etniche di grandi dimensioni, come quelle di Alemanni, Franchi e Goti, per meglio aggredire il vicino Impero: Roma provava ad impedirne l'espansione trincerandosi dietro una linea continua di fortificazioni, estesa tra il Reno e il Danubio e costruita proprio per contenerne la pressione.

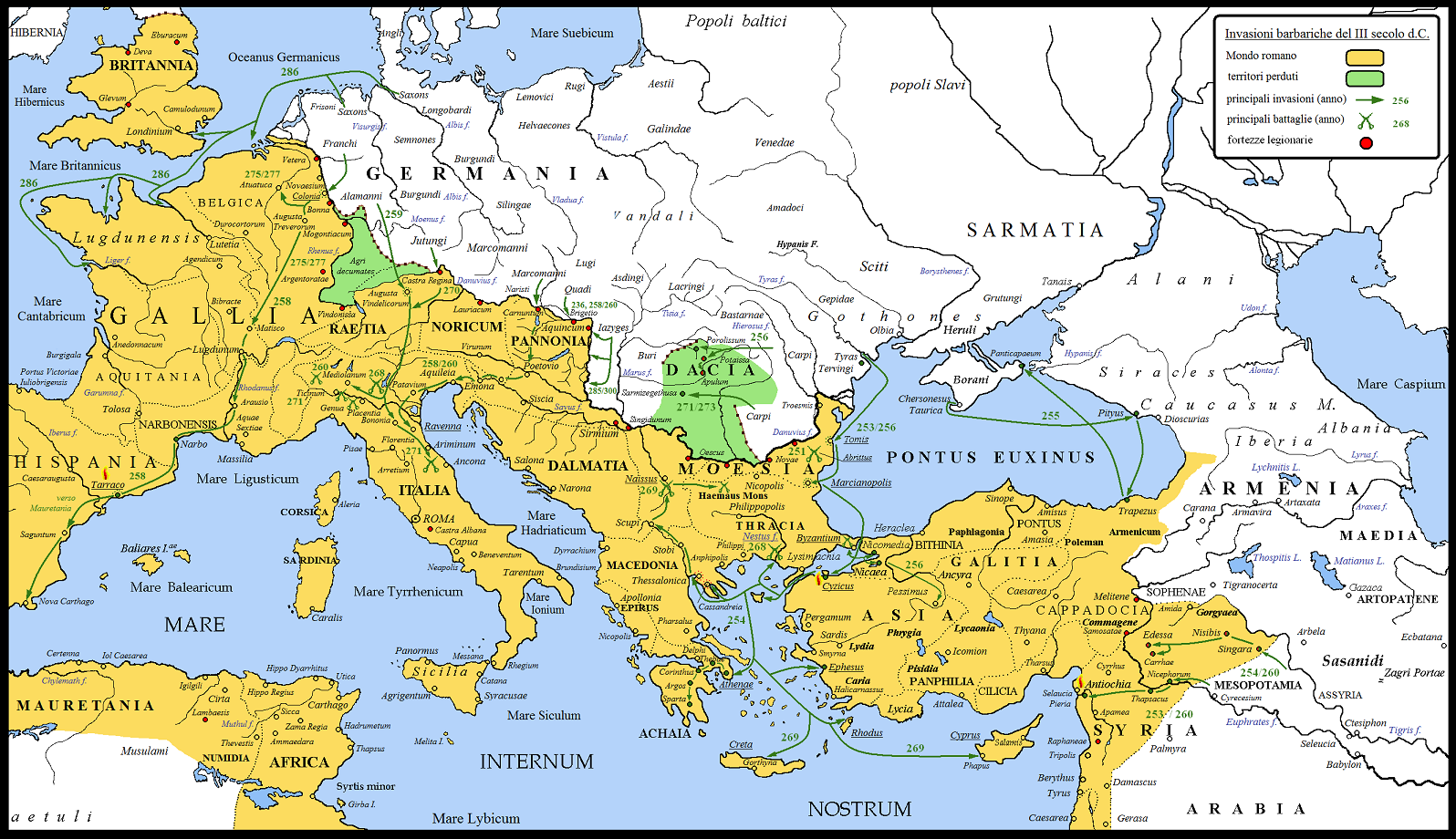
Le principali vie di invasione seguite dalle popolazioni barbariche durante il III secolo e rappresentate sulla cartina qui sopra.

Le invasioni del III secolo, secondo tradizione, ebbero inizio con la prima incursione condotta della confederazione germanica degli Alemanni nel 212 sotto l'imperatore Caracalla, per terminare con l'abdicazione di Diocleziano a vantaggio del nuovo sistema tetrarchico nel 305. Nel corso di questo secolo, il III, l'Impero attraversò un periodo di grande instabilità interna dello Stato causata dal continuo alternarsi di imperatori ed usurpatori (vedi anche anarchia militare). Le guerre interne non solo consumarono inutilmente importanti risorse negli scontri tra i vari contendenti, ma - cosa ben più grave - sguarnirono le frontiere, consentendo lo sfondamento da parte delle popolazioni barbariche che si trovavano lungo il Limes.
Fu grazie anche alla successiva divisione, interna e provvisoria, dello Stato romano in tre parti (ad occidente l'impero delle Gallie, al centro Italia, Illirico e province africane, ad oriente il Regno di Palmira) che l'Impero riuscì a salvarsi da un definitivo tracollo e smembramento. Ma fu solo dopo la morte di Gallieno (268), che un gruppo di imperatori-soldati di origine illirica (Claudio il Gotico, Aureliano e Marco Aurelio Probo) riuscì infine a riunificare l'impero in un unico blocco, pur avendo dovuto rinunciare, nel corso delle guerre civili che si erano susseguite per circa un quarantennio, sia alla regione degli Agri decumates (260 circa), sia alla provincia di Dacia (256-271).

## Il periodo tardo-imperiale (286-476)

### Dalla stabilizzazione delle frontiere sotto Diocleziano, ad una nuova guerra civile (285-306)
Con la morte dell'imperatore Numeriano nel novembre del 284 (a cui il padre Caro aveva affidato l'Oriente romano), ed il successivo rifiuto delle truppe orientali di riconoscere in Carino (il primogenito di Caro) il naturale successore, fu elevato alla porpora imperiale Diocleziano, validissimo generale. Ottenuto il potere, nel novembre del 285 Diocleziano nominò suo vice (cesare) un valente ufficiale, Marco Aurelio Valerio Massimiano, che pochi mesi più tardi elevò al rango di augusto (1º aprile 286): formò così una diarchia, nella quale i due imperatori si dividevano su base geografica il governo dell'Impero e la responsabilità della difesa delle frontiere e della lotta contro gli usurpatori. E data la crescente difficoltà a contenere le numerose rivolte interne e lungo i confini, nel 293 si procedette a un'ulteriore divisione territoriale, al fine di facilitare le operazioni militari: Diocleziano nominò come suo cesare per l'Oriente Galerio, mentre Massimiano fece lo stesso con Costanzo Cloro per l'Occidente. Il sistema si rivelò efficace per la stabilità dell'impero e delle sue frontiere per un ventennio, rendendo possibile agli augusti di celebrare i vicennalia, ossia i vent'anni di regno, come non era più successo dai tempi di Antonino Pio.

### Dalla guerra civile alla riunificazione di Costantino (306-337)

Mappa della ex-Dacia romana con il suo complesso sistema di fortificazioni e difesa. In grigio la cosiddetta diga del Diavolo ed a destra (in verde) il Brazda lui Novac, di epoca costantiniana.

Il sistema tetrarchico, entrato in crisi, un anno dopo l'abdicazione dei due augusti, Diocleziano e Massimiano (ritiratosi il primo a Spalato ed il secondo in Lucania), portò ad una conseguente nuova guerra civile (dal 306 al 324), che causò nuovi sfondamenti al sistema difensivo romano. Solo dopo l'unificazione dell'Impero sotto un unico Augusto (Costantino I), le frontiere settentrionali tornarono ad essere difese adeguatamente (dal Reno al Danubio), tanto che allo stesso imperatore, si attribuì il merito di aver riconquistato tutti i territori dell'epoca di Traiano (dagli Agri decumates a buona parte della stessa Dacia, territori abbandonati tra gli anni 260 e 273).
Già ai tempi in cui era stato Cesare in Occidente, attorno agli anni 306-310, Costantino ottenne grandi successi militari su Alemanni e Franchi, di cui si dice riuscì a catturare i loro re, dati in pasto alle belve durante i giochi gladiatorii.
Divenuto unico augusto in Occidente nel 313 respinse una nuova invasione di Franchi in Gallia. Dopo una prima crisi con Licinio, al termine della quale i due augusti trovarono un nuovo equilibrio strategico nel 317, ottenne nuovi successi contro le genti barbare lungo il Danubio. Egli, infatti, batté sia i Sarmati Iazigi nel 322 sia i Goti nel 323.
Dopo il 316/317, avendo ottenuto da Licinio anche l'Illirico, Costantino non solo respinse numerose incursioni di Sarmati Iazigi e Goti (tra gli anni 322 e 332), ma potrebbe aver dato inizio alla costruzione di due nuovi tratti di limes: il primo nella pianura ungherese chiamato diga del Diavolo, formato da una serie di terrapieni che da Aquincum collegavano il fiume Tibisco, per poi piegare verso sud e collegare il fiume Mureș, percorrere il Banato fino al Danubio all'altezza di Viminacium; il secondo nella Romania meridionale chiamato Brazda lui Novac, che correva parallelo a nord del basso corso del Danubio, da Drobeta alla pianura della Valacchia orientale fin quasi al fiume Siret.
Divenuto unico augusto nel 324, affidò ai figli la difesa dell'Occidente contro Franchi ed Alamanni (contro i quali ottenne nuovi successi nel 328 ed il titolo di Alamannicus maximus, insieme a Costantino II) mentre lui stesso combatteva sul confine danubiano i Goti (332) e i Sarmati (335). Divise l'impero tra i figli assegnando a Costantino II Gallia, Spagna e Britannia, a Costanzo II le province asiatiche e l'Egitto e a Costante l'Italia, l'Illirico e le province africane. Alla sua morte nel 337 si preparava ad affrontare in Oriente i Persiani.

### Dalla morte di Costantino il Grande alla battaglia di Adrianopoli (337-378)
Nella prima metà del IV secolo le incursioni germaniche seguirono in parte lo stesso modello sperimentato nel secolo precedente, con spedizioni finalizzate al saccheggio che muovevano dalle aree di stanziamento poste immediatamente al di là del Limes romano e in esse ritornavano una volta ottenuti gli obiettivi, o subita una sconfitta da parte dell'esercito romano. Già in questa fase, tuttavia, si affacciò una nuova modalità, che vide intere popolazioni, e non più solo i guerrieri, passare il Limes e cercare aree di stanziamento in territorio romano. In questa prima fase, meno alluvionale, delle invasioni, Roma tentò di assorbire gli spostamenti delle popolazioni germaniche inserendole all'interno delle proprie strutture, affidando loro un territorio di stanziamento lungo il Limes e impegnandole, in cambio dell'accoglienza, alla difesa del Limes stesso.

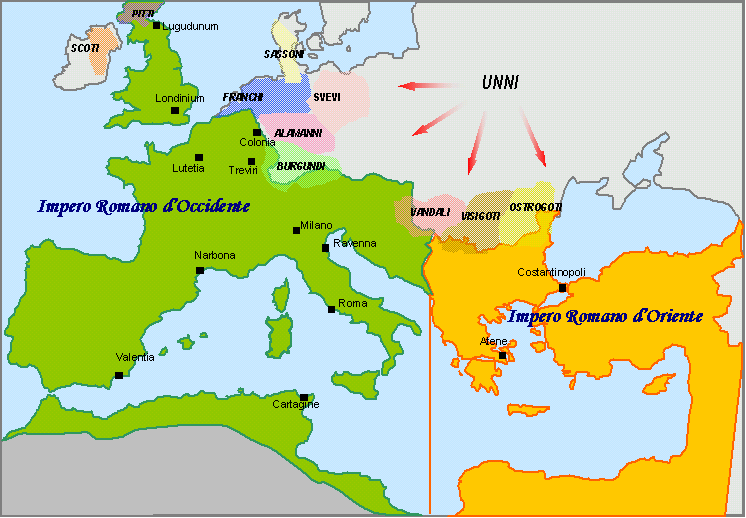
L'impero romano alla morte di Teodosio I nel 395.

In seguito alla progressiva migrazione degli Unni dall'Oriente verso la grande pianura ungherese, che provocò un vero e proprio effetto domino che portò sempre più popolazioni barbariche ad invadere i confini dell'Impero per non essere sottomessi dagli Unni, tuttavia, la politica di progressiva assimilazione non poté più essere proseguita, e i Germani irruppero in massa e al di fuori di ogni pianificazione all'interno dell'Impero. Al termine del processo, proseguito anche nei secoli seguenti, numerosi popoli germanici si trovarono insediati in vari territorio dell'Europa occidentale, meridionale e perfino in Nordafrica, ridisegnando di conseguenza la mappa etnica e linguistica del Vecchio continente.
La nuova situazione ebbe come momento di svolta la battaglia di Adrianopoli del 378 nel corso della guerra gotica che durò fino al 382, nella quale i Visigoti sconfissero l'esercito dell'imperatore Valente, che perse la vita nello scontro. La battaglia di Adrianopoli (378) in primis portò all'elaborazione, da parte di Roma, di una nuova strategia di contenimento nei confronti dei barbari. Dopo tale avvenimento, Teodosio, infatti, chiamato alla guida dell'Impero d'Oriente da Graziano dopo la morte di Valente, ed i suoi successori, incapaci di fermare le invasioni militarmente, cominciarono ad adottare una politica basata sui sistemi della hospitalitas e della foederatio.
Conseguenza diretta di Adrianopoli fu la guerra gotica: i Visigoti rimasti in Mesia compirono ripetute razzie nelle regioni circostanti, fino al 382, quando ottennero dal nuovo imperatore Teodosio I il riconoscimento quali alleati. D'altro canto la battaglia accelerò quel processo di apertura all'immigrazione barbarica che già da anni ossessionava i Romani e li vedeva costretti a stipulare patti di accoglienza con le popolazioni d'oltre Danubio che richiedevano di stabilirsi nell'Impero come coloni o come soldati. Questa sconfitta segnò per l'Impero romano l'inizio del definitivo declino. E la conseguenza più importante fu la divisione definitiva dell'Impero in Occidente ed in Oriente.

### Dopo Adrianopoli fino al V secolo
L'estrema agonia di Roma iniziò quando, intorno al 395, i Visigoti si ribellarono. La morte di Teodosio I e la divisione definitiva dell'impero romano d'Occidente e d'Oriente tra i due suoi figli Onorio I e Arcadio, portò il generale visigoto Alarico a rompere l'alleanza con l'impero ed a penetrare attraverso la Tracia fino ad accamparsi sotto le mura di Costantinopoli. Contemporaneamente gli Unni invasero la Tracia e l'Asia Minore mentre i Marcomanni la Pannonia. Fu solo grazie all'intervento del generale Stilicone, che, seppur bloccato dall'autorità di Arcadio, poté fermare sul nascere un possibile assedio della capitale d'Oriente.

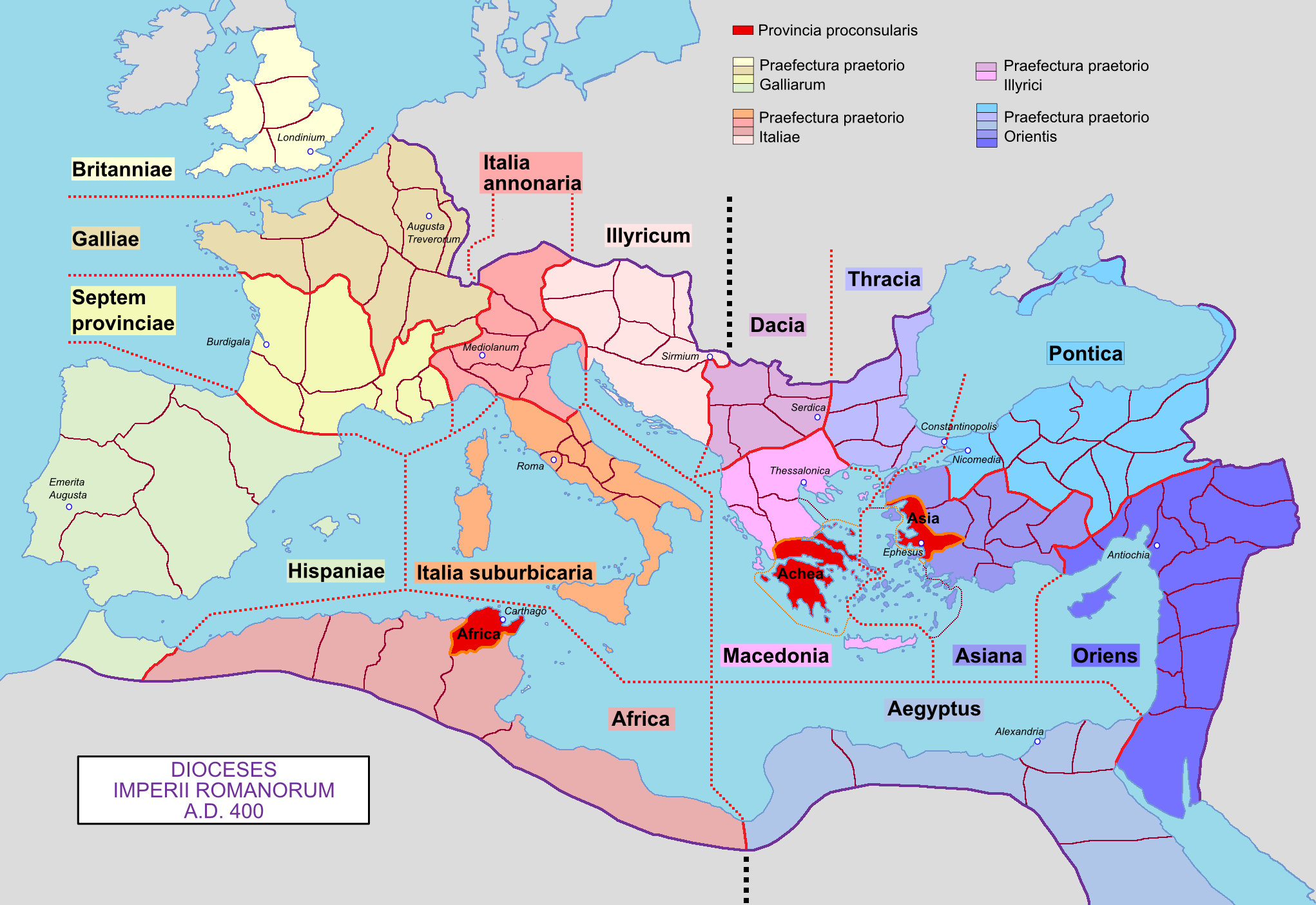
L'impero romano all'epoca della morte di Teodosio I nel 395, con la divisione amministrativa dell'impero in prefetture e diocesi.

Ed ancora nel 402 sempre i Visigoti tentarono un nuovo colpo di mano assediando Mediolanum, l'altra capitale imperiale (questa volta della parte occidentale) dove si era rifugiato Onorio. Fu solo grazie ad un nuovo intervento di Stilicone che fu salvata, ed Alarico fu costretto a togliere l'assedio. Nel frattempo l'avanzata degli Unni verso la regione corrispondente all'Ungheria portò varie popolazioni barbariche che si trovavano a ovest dei Carpazi (Vandali, Alani, Svevi, Burgundi, i Goti di Radagaiso) a invadere i confini dell'Impero d'Occidente. Nel 405-406 i Goti di Radagaiso invasero l'Italia ma furono annientati a Fiesole dall'esercito di Stilicone. Ebbe invece successo l'invasione della Gallia attuata da Vandali, Alani e Svevi, che il 31 dicembre del 406 attraversarono il Reno e devastarono la maggior parte delle province della Gallia, prima di occupare quasi tutta la Spagna, che fu strappata all'Impero.
L'unica opposizione che trovarono in Gallia furono le legioni provenienti dalla Britannia dell'usurpatore Costantino III, che rivoltatosi contro Onorio, aveva preso possesso della Gallia. Nel frattempo, trascurata da Costantino III e minacciata dalle incursioni dei pirati Sassoni, la Britannia si rivoltò uscendo dall'orbita dell'Impero, e il suo esempio venne presto seguito dall'Armorica. Nel 410, i tentativi di Alarico ottennero un importante successo. Grazie soprattutto alla morte di Stilicone (408), unico baluardo della romanità, egli riuscì a penetrare in Italia e mettere a sacco la stessa Roma. A quella data, già da alcuni anni, la capitale imperiale si era trasferita a Ravenna, ma qualche storico candida il 410 quale possibile data della vera caduta dell'impero romano. Dopo aver devastato l'Italia meridionale, i Goti risalirono la penisola e penetrarono in Gallia.
Nel frattempo emergeva la figura del generale Flavio Costanzo, il quale ottenne considerevoli successi in una situazione disperata: riuscì a sconfiggere gli usurpatori nelle Gallie e a convincere il re visigoto Vallia ad accettare un accordo di pace con l'Impero. I Visigoti si sarebbero stanziati in Aquitania come foederati e in cambio avrebbero combattuto per conto dell'Impero i barbari che occupavano la Spagna. In tre anni di campagne militari (416-418) i Goti ottennero considerevoli successi recuperando per l'Impero la Betica, la Lusitania e la Cartaginense. I Vandali Silingi e gli Alani, che avevano subito pesanti perdite, furono costretti a chiedere la protezione dei Vandali Asdingi stanziatisi in Galizia con gli Svevi, formando una nuova coalizione vandalo-alana. Costanzo richiamò i Visigoti in Aquitania e assegnò loro in quel luogo terre da coltivare (418).
I successi di Costanzo si provarono però effimeri: le devastazioni e le mutilazioni territoriali subite dall'Impero dal 405 al 418 diminuirono sostanzialmente il gettito fiscale dell'Impero, e tale calo impedì a Costanzo di colmare efficacemente le perdite di soldati subite nel corso delle guerre dal 405 al 418. Da un'analisi accurata della Notitia Dignitatum si può calcolare che durante il regno di Onorio ben il 47,5% delle unità dell'esercito campale occidentale fosse stato annientato dalle guerre. Le perdite furono colmate da Costanzo essenzialmente promuovendo a truppe campali truppe in precedenza di guarnigione, mentre furono relativamente poche le unità neocostituite tramite reclutamento di nuove truppe. Ciò determinò un calo dell'esercito sia in qualità (poiché le truppe di guarnigione promosse nell'esercito campale non erano state addestrate adeguatamente a fare i soldati campali) che in quantità (perché non c'è traccia del fatto che le truppe di guarnigione promosse vennero sostituite da nuove truppe di guarnigione).
     Impero d'Occidente (Onorio).
     Area controllata da Costantino III (usurpatore).
     Aree in rivolta.
     Franchi, Alamanni, Burgundi.
     Area controllata da Massimo (usurpatore).
     Vandali Silingi (nel 421 Vandali e Alani).
     Vandali Asdingi e Suebi (nel 421 solo Suebi).
     Alani.
     Visigoti.
Intrighi e lotte per il potere a Ravenna tra il 423 e il 433 peggiorarono ulteriormente la situazione, favorendo le ambizioni dei barbari stanziatisi all'interno dell'Impero. Se gli attacchi dei Visigoti e dei Franchi venivano respinti da un giovane generale Ezio, i Vandali non trovarono opposizioni in Spagna meridionale, che veniva saccheggiata dalle loro truppe. Nel 429 i Vandali decisero di migrare in Africa, dove sconfissero le truppe dell'esercito di Bonifacio e dieci anni dopo si impadronirono di Cartagine (439). L'Impero reagì alla perdita di una provincia tanto importante implorando l'aiuto dell'Imperatore d'Oriente, il quale inviò una potente flotta per cercare di recuperare Cartagine. Una temibile incursione degli Unni di Attila nei Balcani costrinse però Teodosio II a richiamare la flotta, non lasciando all'Impero occidentale altra scelta che quella di negoziare con il nemico. Il trattato di pace del 442 lasciò nelle mani dei Vandali le province più ricche e prospere del Nord Africa (la Proconsolare, la Byzacena e parte della Numidia), mentre le altre province che i Vandali avevano restituito ai Romani erano state talmente devastate che Valentiniano III fu costretto a ridurre le tasse in quelle province a un ottavo del normale.
La perdita dei proventi del Nord Africa determinò un calo considerevole del bilancio dello stato, che fu così costretto a massimizzare le entrate imponendo nuove tasse e addirittura abolendo i privilegi fiscali di cui beneficiavano le classi sociali più elevate. In un decreto del 444 lo stato ammise che, a causa delle difficoltà economiche in cui versava, l'Impero non era più in grado «di predisporre la forza di un numeroso esercito per [...] ovviare alla triste situazione in cui versa lo stato». Intorno al 450 l'Impero aveva perso il 50% della sua base tassabile, e nel 460, a causa della «costante contrazione delle entrate fiscali», che rendeva sempre più difficile per lo stato mantenere e pagare le truppe, l'esercito d'Occidente «era diventato l'ombra di sé stesso e incapace di fronteggiare con la benché minima possibilità di successo i Visigoti, i Vandali e in particolare i Franchi».
Privato di molte delle sue precedenti province, con un'impronta germanica sempre più marcata, l'impero romano degli anni successivi al 410 aveva davvero poco in comune con quello dei secoli passati. Nel 410, la Britannia era ormai andata perduta definitivamente, come pure grossa parte dell'Europa occidentale fu messa alle strette "da ogni genere di calamità e disastri", finendo in mano a regni romano-barbarici formatisi all'interno dei suoi originari confini e comandati da Vandali, Svevi, Visigoti e Burgundi. Nel 435 il controllo romano sulla Gallia era precario. La Gallia Belgica e la zona intorno al Reno erano saccheggiate e occupate dai Burgundi e altre popolazioni barbariche; i Visigoti, stanziati in Aquitania, attaccavano la Septimania e i dintorni di Narbona e Arelate nel tentativo di acquisire uno sbocco sul Mediterraneo, mentre l'Armorica era finita sotto il controllo dei Bagaudi.
Questi ultimi, secondo il vescovo di Marsiglia, Salviano, erano i ceti inferiori della popolazione, che oppressi dalle tasse e dalle iniquità dei potenti, non avevano altra scelta che diventare briganti ("Bagaudi") oppure fuggire presso i Barbari, ormai divenuti, secondo il parere di Salviano, persino più virtuosi dei Romani. Diversi studiosi hanno quindi interpretato, in senso marxiano, le rivolte dei Bagaudi come una "lotta di classe" degli "oppressi" contro i "potenti"; in realtà, sembra che ai moti dei Bagaudi prendessero parte anche persone benestanti, e ciò potrebbe significare che i "Bagaudi" fossero in realtà dei movimenti separatisti, che non sentendosi sufficientemente protetti dall'Impero contro le minacce esterne, abbiano deciso di fare da sé.
Vi fu solo un timido tentativo di ripristinare l'antico splendore di Roma da parte del magister militum Ezio, che riuscì a fronteggiare provvisoriamente i barbari, grazie anche all'alleanza con gli Unni, i quali lo avevano aiutato ad impadronirsi del potere. Per ottenere il loro sostegno, Ezio dovette però cedere agli Unni la Pannonia e la Valeria intorno al 435. Grazie all'alleanza con gli Unni, Ezio poté annientare, nel corso del 436/437, i Burgundi di re Gundecario, ponendo fine alle loro incursioni nella Gallia Belgica. Mentre festeggiava a Roma il suo secondo consolato, inviò poi un suo sottufficiale, Litorio, in Armorica contro i ribelli gruppi autonomisti locali, etichettati dai Romani come "Bagaudi" ("briganti") e condotti da Tibattone. Nell'anno 437, Litorio riuscì a sopprimere la rivolta bagauda. Nel frattempo i Visigoti, nel tentativo di acquisire uno sbocco al Mediterraneo, assediarono Narbona nel 436, ma furono costretti a levare l'assedio per il sopraggiungere del generale Litorio con ausiliari unni, che portarono ciascuno un sacco di grano alla popolazione cittadina affamata. La campagna contro i Visigoti proseguì con un certo successo: nel 438 Ezio inflisse una pesante sconfitta ai Visigoti nella battaglia di Mons Colubrarius, celebrata dal poeta Merobaude.
La scelta di Ezio di impiegare un popolo pagano come gli Unni contro i cristiani (seppur ariani) Visigoti trovò l'opposizione di taluni, scandalizzati dal fatto che i mercenari Unni non solo avevano ottenuto il permesso di compiere sacrifici alle loro divinità pagane e di predire il futuro attraverso la scapulimanzia, ma anche di saccheggiare in talune circostanze lo stesso territorio imperiale che in teoria esse erano tenute a difendere. Secondo il vescovo di Marsiglia Salviano, autore del De gubernatione dei ("Il governo di Dio"), i Romani, adoperando i pagani Unni contro i cristiani Visigoti, non avrebbero fatto altro che perdere la protezione di Dio. Nel 439 Litorio arrivò alle porte di Tolosa, capitale del Regno visigoto, e si scontrò con i Visigoti nelle vicinanze nel tentativo di annientarli definitivamente: nel corso della battaglia, però, fu catturato dai Visigoti, e ciò generò il panico tra i mercenari Unni, che vennero sconfitti e messi in rotta. Litorio fu giustiziato. La sconfitta e morte di Litorio spinse Ezio a firmare una pace con i Visigoti riconfermante il trattato del 418, dopodiché tornò in Italia, per l'emergenza dei Vandali, che proprio in quell'anno avevano conquistato Cartagine.
     Impero d'Occidente (Valentiniano III).
     Aree minacciate da rivolte interne (Bagaudi).
     Aree perse per rivolte interne.
     Aree minacciate da Franchi, Alamanni, Burgundi.
     Aree minacciate da Mauri.
     Aree perse perché occupate da Vandali e Alani.
     Aree perse perché occupate da Suebi.
     Aree minacciate da Visigoti.
     Aree perse perché occupate da Unni.

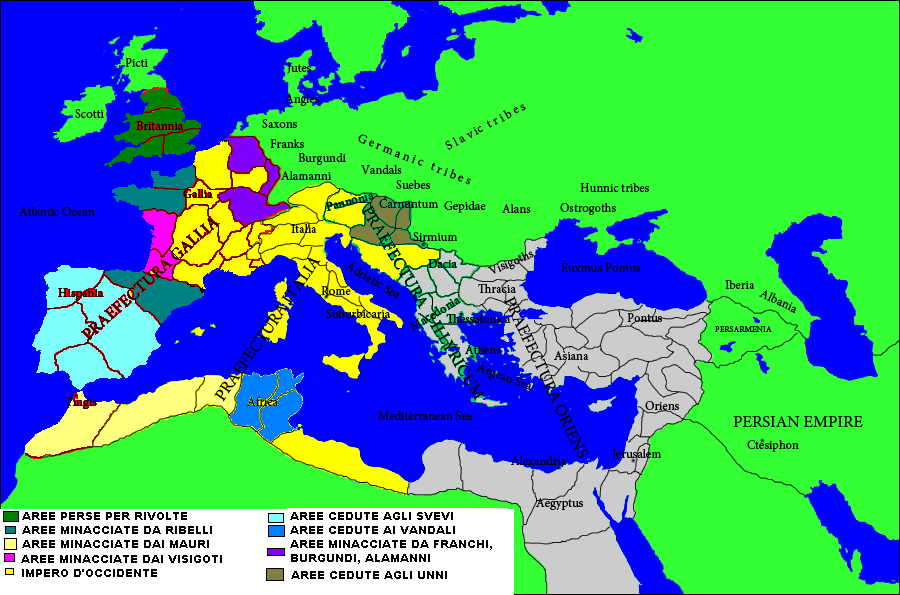
L'Impero romano d'Occidente intorno al 452.
Impero d'Occidente (Valentiniano III).
Aree minacciate da rivolte interne (Bagaudi).
Aree perse per rivolte interne.
Aree minacciate da Franchi, Alamanni, Burgundi.
Aree minacciate da Mauri.
Aree perse perché occupate da Vandali e Alani.
Aree perse perché occupate da Suebi.
Aree minacciate da Visigoti.
Aree perse perché occupate da Unni.
Considerando che le parti ancora controllate da Ravenna in Gallia e in Italia erano state devastate dagli Unni di Attila e non erano dunque più in grado di versare le tasse ai livelli di prima, il gettito fiscale dell'Impero d'Occidente si era davvero ridotto ai minimi termini.

Il venir meno dell'alleanza con gli Unni, che anzi avevano contribuito al fallimento della spedizione prevista contro i Vandali per recuperare Cartagine, costringendo con un'incursione nei Balcani l'Imperatore d'Oriente Teodosio II a richiamare la flotta che avrebbe dovuto scacciare i Vandali dall'Africa, rese ancora più difficoltosa la situazione per l'Impero d'Occidente. La minaccia unna impedì per esempio ad Ezio di inviare truppe consistenti in Spagna, dove la partenza dei Vandali e Alani alla volta dell'Africa aveva permesso all'Impero di recuperare le province da essi occupate in Spagna, province che rimanevano comunque minacciate dagli Svevi stanziatisi nella Hispania nord-occidentale. Quando così nel 438 salì sul trono svevo il re Rechila, questi poterono così occupare Merida (capoluogo della Lusitania) e successivamente Siviglia e le province della Betica e della Cartaginense (441). L'unica provincia ispanica ancora rimasta sotto il controllo di Roma era la Tarraconense, che tuttavia era infestata dai separatisti Bagaudi. Gli unici tentativi di Ezio di recuperare la Spagna fu l'inviò, con piccoli contingenti, nella penisola dei comandanti Asturio (442), Merobaude (443) e Vito (446).
Se i primi due tentarono di recuperare perlomeno la Tarraconense ai Bagaudi, Vito, più ambizioso, condusse l'esercito romano-visigoto contro gli Svevi, ma fu da essi annientato. Questo fallimento era attribuibile almeno in parte al fatto che Ezio non poteva concentrare tutte le sue forze nella lotta contro gli Svevi vista la minaccia unna. Nel frattempo Ezio concesse ai Burgundi superstiti di insediarsi all'interno del limes tra Saona e Rodano, nella regione chiamata Sapuia, fondando un nuovo regno burgundo alleato che potesse controllare la crescente minaccia degli Unni. Nel 442, decise di riportare l'ordine in Armorica, infestata dai ribelli, permettendo agli Alani di re Goar di insediarsi nella regione. Nel 440 insediò alcuni Alani guidati da Sambida nei pressi di Valence, nella valle del Rodano. Questi stanziamenti di barbari foederati, che avevano l'incarico di tenere a bada i ribelli e difendere le frontiere da altri barbari, generarono le proteste dei proprietari terrieri gallici, molti dei quali furono espropriati dei loro possedimenti da questi gruppi di foederati. Secondo Halsall, «a questo punto, sembra che la politica imperiale in Gallia prevedesse un ritiro della frontiera dalla [...] Loira alle [...] Alpi, con gruppi di federati insediati lungo quella frontiera affinché aiutassero a difenderla», mentre i resti dell'esercito romano in Gallia avrebbero tentato di restaurare l'effettiva autorità romana in Gallia Ulteriore (settentrionale).
Nel 451, gli Unni di Attila invasero la Gallia: essi vennero però vinti da Ezio grazie ad una coalizione di genti germaniche federate nella battaglia dei Campi Catalaunici. La morte di Ezio nel 454 portò alla successiva fine nell'arco di un venticinquennio ed a un nuovo sacco di Roma nel 455.

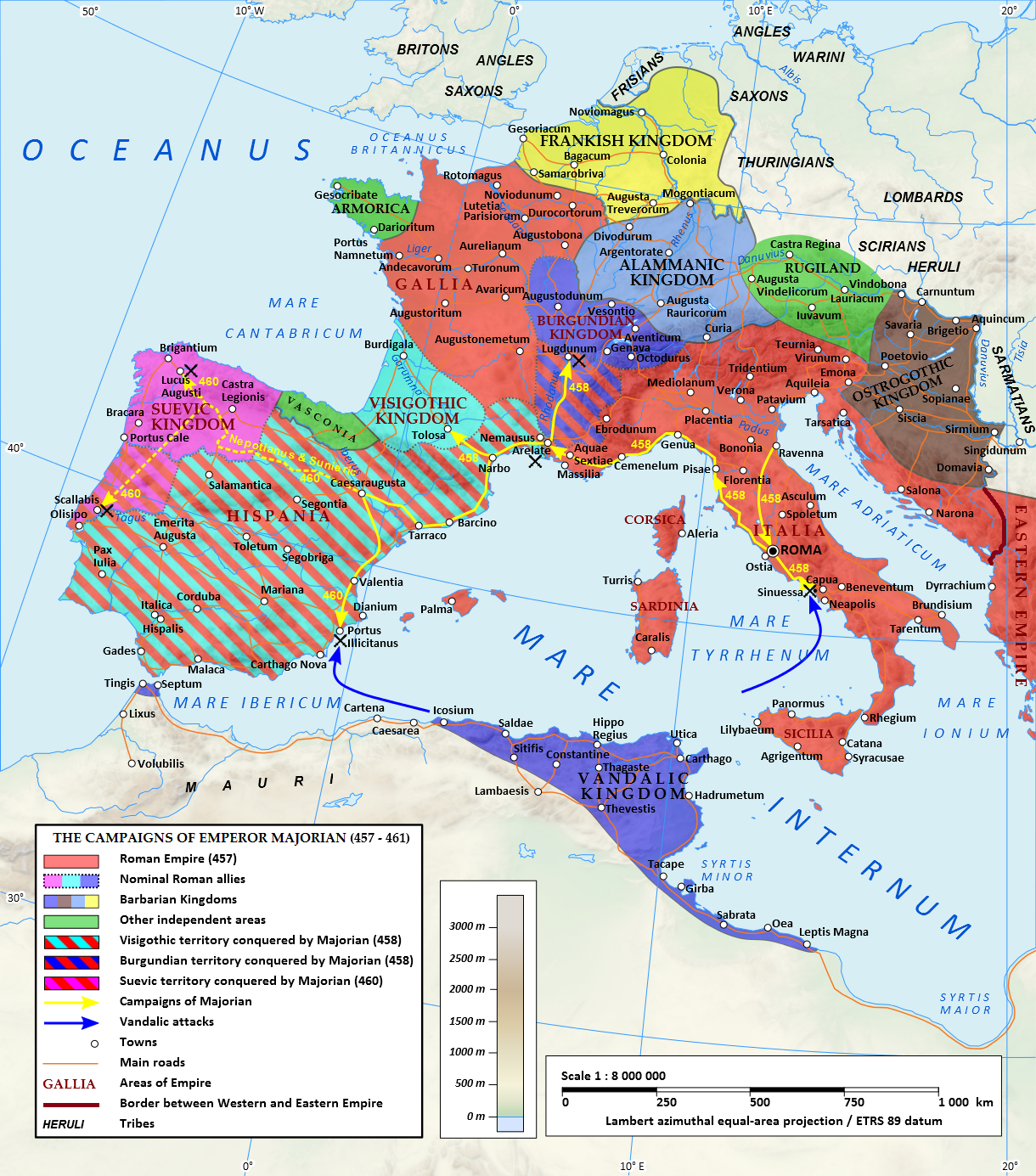
L'Impero romano d'Occidente sotto Maggioriano. Si noti come l'Illirico fosse solo nominalmente sotto il dominio dell'imperatore, mentre il potere effettivo era tenuto dal comes Marcellino; anche la Gallia e parte dell'Hispania erano di fatto, all'inizio del regno di Maggioriano, fuori dal controllo dell'imperatore, in quanto occupate dai Visigoti e dai Burgundi.

Vi furono invero due tentativi di ripresa dell'Impero, con due spedizioni contro i Vandali:
1. Nel tardo 458 l'Imperatore Maggioriano portò il suo esercito, rafforzato da un contingente di barbari,[103] in Gallia, scacciando i Visigoti di Teodorico II da Arelate, costringendoli a ritornare nella condizione di foederati e di riconsegnare la diocesi di Spagna, che Teodorico aveva conquistato tre anni prima a nome di Avito; l'imperatore mise il proprio ex-commilitone Egidio a capo della provincia, nominandolo magister militum per Gallias e inviò dei messi in Hispania ad annunciare la propria vittoria sui Visigoti e l'accordo raggiunto con Teodorico.[104] Con l'aiuto dei suoi nuovi foederati, Maggioriano penetrò poi nella valle del Rodano, conquistandola sia con la forza che con la diplomazia,[105] sconfiggendo i Burgundi e riprendendo Lione dopo un assedio, condannando la città a pagare una forte indennità di guerra, mentre i Bagaudi furono convinti a schierarsi con l'impero. Maggioriano decise quindi di attaccare l'Africa vandalica, allestendo una potente flotta custodita nei porti della Spagna. In attesa dell'attacco ai Vandali, Maggioriano stava conquistando la Spagna: mentre Nepoziano e Sunierico sconfiggevano i Suebi a Lucus Augusti e conquistavano Scallabis in Lusitania, l'imperatore aveva raggiunto la Cartaginense, quando la sua flotta, attraccata a Portus Illicitanus (vicino ad Elche), fu distrutta per mano di traditori al soldo dei Vandali.[106] Maggioriano, privato di quella flotta che gli era necessaria per l'invasione, annullò l'attacco ai Vandali e si mise sulla via del ritorno: quando ricevette gli ambasciatori di Genserico, accettò di stipulare la pace, che probabilmente prevedeva il riconoscimento romano dell'occupazione de facto della Mauretania da parte vandala. Al suo ritorno in Italia, venne assassinato per ordine di Ricimero nell'agosto 461. La morte di Maggioriano significò la definitiva perdita a favore dei Vandali dell'Africa, Sicilia, Sardegna, Corsica e Baleari.
2. Nel 467 l'imperatore d'Oriente Leone I tentò di risollevare le sorti dell'impero d'Occidente con una grande azione congiunta in funzione anti-vandala. Ricimero fu costretto però ad accettare un augusto imposto da Bisanzio: Antemio. La spedizione congiunta dei due imperi tuttavia fu un disastro: nel 468 una grande flotta congiunta allestita dai due imperi venne annientata dai Vandali, che consolidarono il loro dominio su Sicilia, Sardegna e Baleari, mentre l'Impero d'Oriente, avendo svuotato le casse del tesoro per l'allestimento della disastrosa spedizione, non poté più aiutare la metà occidentale. Secondo le congetture di alcuni studiosi, la sconfitta del 468 fu fatale per l'Impero d'Occidente: se infatti avesse recuperato l'Africa, oltre ad eliminare la minaccia dei Vandali, avrebbe recuperato un'importante fonte di entrate, grazie alla quale avrebbe potuto avere la possibilità di riprendere gradualmente prima la Spagna e successivamente la Gallia; ora, invece, che la spedizione era fallita, all'Impero d'Occidente rimaneva solo l'Italia e poco più, regioni che fornivano troppe poche entrate per poter allestire un grosso esercito in grado di recuperare i territori perduti o quanto meno in grado di tenere a bada i barbari.[107]

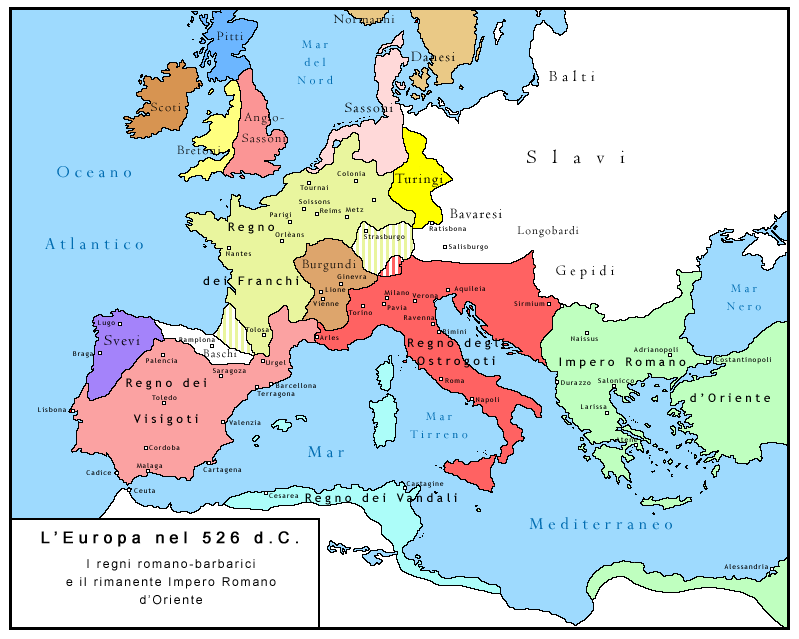
L'Europa verso il 526

Della disfatta del 468 ne approfittarono i Visigoti del nuovo re Eurico, asceso al trono nel 466. Nel 469, desideroso di formare un regno completamente indipendente da Roma, il nuovo re espanse i domini dei Visigoti in Gallia fino alla Loira, mentre due anni dopo riportò una netta vittoria sull'esercito imperiale nei pressi del Rodano. In questo scontro perse la vita anche uno dei figli di Antemio, Antemiolo. Negli anni successivi conquistarono anche l'Alvernia, oltre ad espugnare Arles e Marsiglia (entrambe nel 476). Il nuovo re ottenne significativi successi anche in Hispania, dove occupò Terragona e la costa mediterranea della penisola iberica (473), che già nel 476 apparteneva interamente ai Visigoti, se si esclude una piccola enclave sveva.
Privo ormai della Gallia e ristrettosi praticamente all'Italia, era ormai prossimo alla fine, che avvenne nel 476. Il 476 sancì infatti la fine formale dell'Impero romano d'Occidente. In quell'anno, Flavio Oreste rifiutò di pagare i mercenari germanici al suo servizio. I mercenari insoddisfatti, inclusi gli Eruli, si rivoltarono. La rivolta era capeggiata dal barbaro Odoacre. Odoacre e i suoi uomini catturarono e uccisero Oreste, tanto da passare alla storia come colui che mise fine alla "commedia" dell'Impero romano d'Occidente, deponendo ed esiliando il giovanissimo Romolo Augustolo. Inoltre, rompendo la consuetudine degli imperatori fantoccio asserragliati a Ravenna, spedì le insegne imperiali a Costantinopoli: un atto formale e di relativamente poco conto nella sostanza, che la storiografia moderna ha scelto come confine tra Evo antico e Medioevo (476). Tutta l'Italia era in mano a Odoacre, il quale non solo mandò le insegne Imperiali all'imperatore d'Oriente Zenone, ma ricevette in cambio il titolo di patrizio, oltre all'autorizzazione a governare come funzionario pubblico l'Italia. Odoacre ricoprì l'incarico finché non venne battuto e ucciso da Teodorico, capo degli Ostrogoti, nel 493.
Da questo momento la nuova Europa era costituita da una serie di monarchie "romano-barbariche", che presentavano un duplice carattere legato sia alla tradizione germanica dei conquistatori (leggi non scritte, importanza della pastorizia, credo religioso ariano e usanze guerriere) sia alla tradizione latina delle genti romanizzate, con i vescovi speso provenienti da antiche famiglie aristocratiche romane. Nell'Oriente romano il conflitto continuava, invece, tra l'Impero bizantino e le continue migrazioni di popolazioni venute dall'est europeo (dai Sarmati, agli Unni, alle genti slave, ecc.) oltre a quelle germaniche da tempo insediate nella parte occidentale romana.

### Fonti primarie
- Cesare, De bello Gallico.
- Cassio Dione, Storia romana, libri LIII-LIX.
- Svetonio, Vita dei Cesari, libri II e III.
- Velleio Patercolo, Storia di Roma, II, 95-97; II, 104-109; II, 117-121.
- Floro, Epitome di Storia romana, II, 30, 21-30.
- (LA) Tacito, De origine et situ Germanorum. (testo latino , traduzione italiana del Progetto Ovidio e traduzione inglese).
- Cornelio Tacito, Annales.
- Strabone, Geografia.
- Tolomeo, Geografia.
- Plinio il vecchio, Naturalis historia.

### Fonti secondarie
- AAVV, Gli imperatori romani, Torino 1994.
- AAVV, L'impero romano da Augusto agli Antonini, in Cambridge Ancient History, Milano 1975.
- T.S. Burns, Rome and the Barbarians: 100 BC - AD 400, Baltimore 2003.
- J.B. Bury, The invasion of Europe by Barbarians, Londra e New York 2000.
- Franco Cardini e Marina Montesano, Storia medievale, Firenze, Le Monnier Università, 2006. ISBN 8800204740
- H. Delbruck, The barbarian invasion, Londra e Lincoln (Nebraska) 1990.
- S. Fischer-Fabian, I Germani, Milano 1985.
- I.M. Ferris, Enemies of Rome: Barbarians through roman eyes, Gloucestershire 2000.
- Guy Halsall, Barbarian Migrations and the Roman West, 376–568, New York, Cambridge Universitary Press, 2007, ISBN 978-0-521-43491-1.
- Peter Heather, La caduta dell'Impero romano: una nuova storia, Milano, Garzanti, 2006, ISBN 978-88-11-68090-1.
- Peter Heather, L'Impero e i barbari: le grandi migrazioni e la nascita dell'Europa, Milano, Garzanti, 2010, ISBN 978-88-11-74089-6.
- Christopher Kelly, Attila e la caduta di Roma, Milano, Bruno Mondadori, 2009, ISBN 9788861593633.
- M. Grant, Gli imperatori romani, Roma 1984.
- S. Mazzarino, L'impero romano, vol.1-2-3, Laterza, 1976.
- R. Remondon, La crisi dell'impero romano da Marco Aurelio ad Anastasio, Milano 1975.
- E.A. Thompson, Una cultura barbarica: I Germani, Bari-Roma 1976.
- C.M. Wells, The german policy of Augustus, 1972.